# George Washington Masonic National Memorial
Vous lisez un « bon article » labellisé en 2016.
Le George Washington Masonic National Memorial est un édifice maçonnique situé à Alexandria en Virginie et construit en l'honneur de George Washington, premier président des États-Unis. Conçu par l'architecte américain Harvey Wiley Corbett selon plusieurs styles architecturaux, sa tour s'inspire de l'ancien phare d'Alexandrie en Égypte. 
Bâti entre 1923 et 1932, il est inauguré en mai 1932 en présence du président Herbert Hoover et de très nombreuses personnalités politiques, religieuses et maçonniques. Les travaux d’aménagement et de décoration intérieure se poursuivent pendant plus de trente ans et se terminent à la fin des années 1970. Le mémorial porte la devise : « Pour inspirer l'humanité, à travers l'éducation, à imiter et promouvoir les vertus, le caractère et la vision de George Washington, l'homme, le maçon et Père de notre pays ». À l'opposé des pratiques maçonniques courantes, c'est le seul bâtiment maçonnique soutenu et maintenu par les 52 grandes loges des États-Unis et par plus de deux millions de francs-maçons américains qui souhaitent exprimer au travers du temps et dans la beauté l'estime indéfectible que les francs-maçons des États-Unis lui portent.
L’initiative de la construction revient à l'association à but non lucratif Washington Monument Association d'Alexandria créée en 1900 par des citoyens et des francs-maçons américains. En 1909, elle prend le nom de « George Washington Masonic National Memorial Association » et met en œuvre le projet de construction et de réalisation du bâtiment. Après plusieurs évolutions du projet, qui passe d'un bâtiment mémoriel d'un étage et destiné principalement aux loges maçonniques, à un monument de 101 mètres de haut sur neuf étages, le coût total de sa construction atteint en 1942 les six millions de dollars.
Inscrit dans la vie culturelle de la Virginie, le mémorial est entièrement ouvert au grand public depuis 1994. Il comprend plusieurs salles mémorielles, un musée, un théâtre, des temples maçonniques et des espaces consacrés aux associations maçonniques caritatives américaines. Il propose régulièrement des expositions temporaires sur des thèmes variés allant de l'archéologie à la peinture d'artistes internationaux. Des expositions pédagogiques permanentes sont mises en œuvre et animées par les organismes maçonniques, autour de l'histoire ou de la fonction de la franc-maçonnerie américaine. Le mémorial est inscrit sur la liste du National Historic Landmark depuis 2015. La George Washington Masonic National Memorial Association est toujours propriétaire et gestionnaire du site en 2016.

## Description sommaire
Le monument maçonnique et commémoratif dédié à George Washington est construit dans un style néo-classique. Une partie du bâtiment est aussi édifiée dans les styles néo-grec et néo-roman. Les colonnes qui forment le portique d'entrée, celles dans le hall du rez-de-chaussée, celles du deuxième étage dans le hall principal, ainsi que celles du premier niveau de la tour sont de style dorique. Les colonnes du deuxième étage de la tour sont de style ionique, celles du troisième niveau de la tour sont de style corinthien. Son point culminant se situe à 101 mètres du sol. Le mémorial est situé au cœur d'un parc de quinze hectares au sommet de la colline Shooter's Hill. En 1999 sont posés sur la pelouse, face au fronton de l’entrée, une équerre et un compas enserrant la lettre G, pour établir de manière visible la nature maçonnique du mémorial.

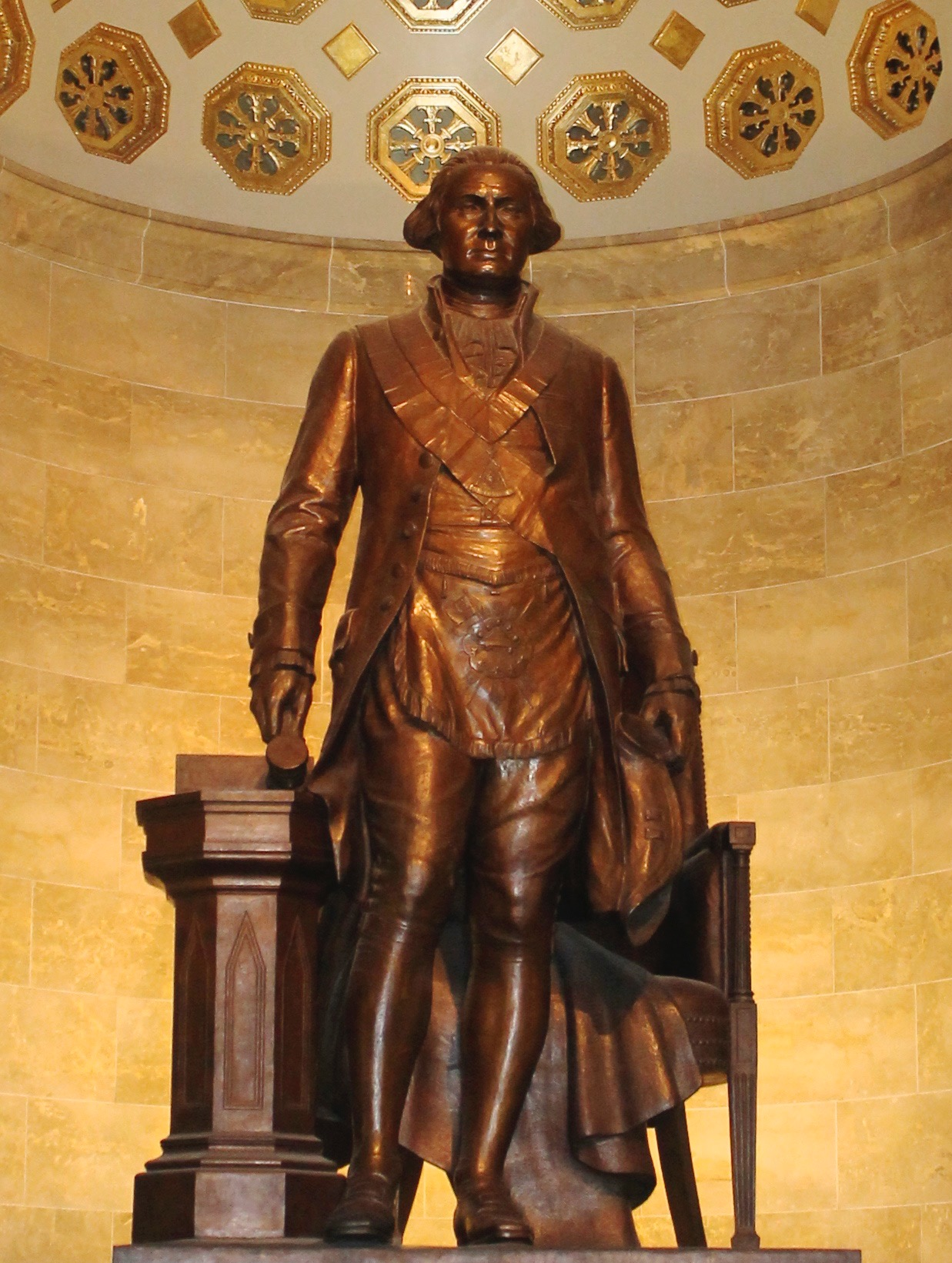
Statue en bronze de George Washington dans le Memorial Hall.

Le mémorial se compose de neuf étages. Le premier fait partie de la fondation. En son centre se situe le grand temple maçonnique qui dispose de huit grandes colonnes de granit vert, quatre de chaque côté de la salle. Il mesure 20 mètres de long, 20 mètres de large et 6,1 mètres de hauteur. Les douze dioramas commandés au milieu des années 1960 se trouvent dans cette salle. De l'extrémité ouest de la salle partent des coursives qui conduisent à une alcôve dans laquelle un buste en bronze de George Washington a été placé en 2008. L'alcôve semi-circulaire entourant le buste contient des peintures murales représentant des événements maçonniques de la vie de Washington. Pendant de nombreuses années, le grand sceau des États-Unis offert au mémorial en 1948 par le président Truman a été exposé dans cette salle. Les grandes, moyennes et petites salles de réunion sont de part et d'autre du grand temple maçonnique. Les trois salles côté nord contiennent des expositions qui présentent l'histoire et les activités des Shriners. Une salle de taille moyenne, à l'angle sud-ouest du mémorial, abrite une exposition sur la franc-maçonnerie en général. Les salles de réunion Georges Washington et Jackson Andrew sur le côté sud sont généralement fermées au public mais peuvent être louées.
Le deuxième étage qui apparaît au rez-de-chaussée, vu de l'extérieur, est le niveau principal du mémorial. Le portique qui s'inspire de celui du Parthénon, avec ses colonnes doriques, en est l'entrée principale. Il est soutenu par huit colonnes sculptées en granit rose de 1,80 mètre de diamètre et de 10 mètres de haut. Le médaillon en bas-relief de Washington vu de profil, incorporé dans le fronton au-dessus du portique, mesure 2,1 mètres de diamètre. Des portes de bronze ouvrent l’accès au mémorial. Quand on est à l'intérieur du monument, à gauche se trouve la réplique de la loge Alexandria-Washington n°22, qui reproduit fidèlement l'aspect de la salle du pavillon au moment où George Washington présidait la loge. Cette chambre contient plusieurs objets qui appartenaient à Washington ainsi que des objets historiques, tels les meubles d'époque de la loge. Derrière la chaise du vénérable maître se trouve le portrait de Washington en costume maçonnique, peint par William Joseph Williams. Côté sud une salle a conservé le look néo-classique de la loge Alexandria-Washington quand elle était située dans le palais de justice de la ville d'Alexandria. Cette salle est toujours destinée aux tenues maçonniques de la loge et prêtée à d'autres loges maçonniques qui souhaitent l'utiliser.

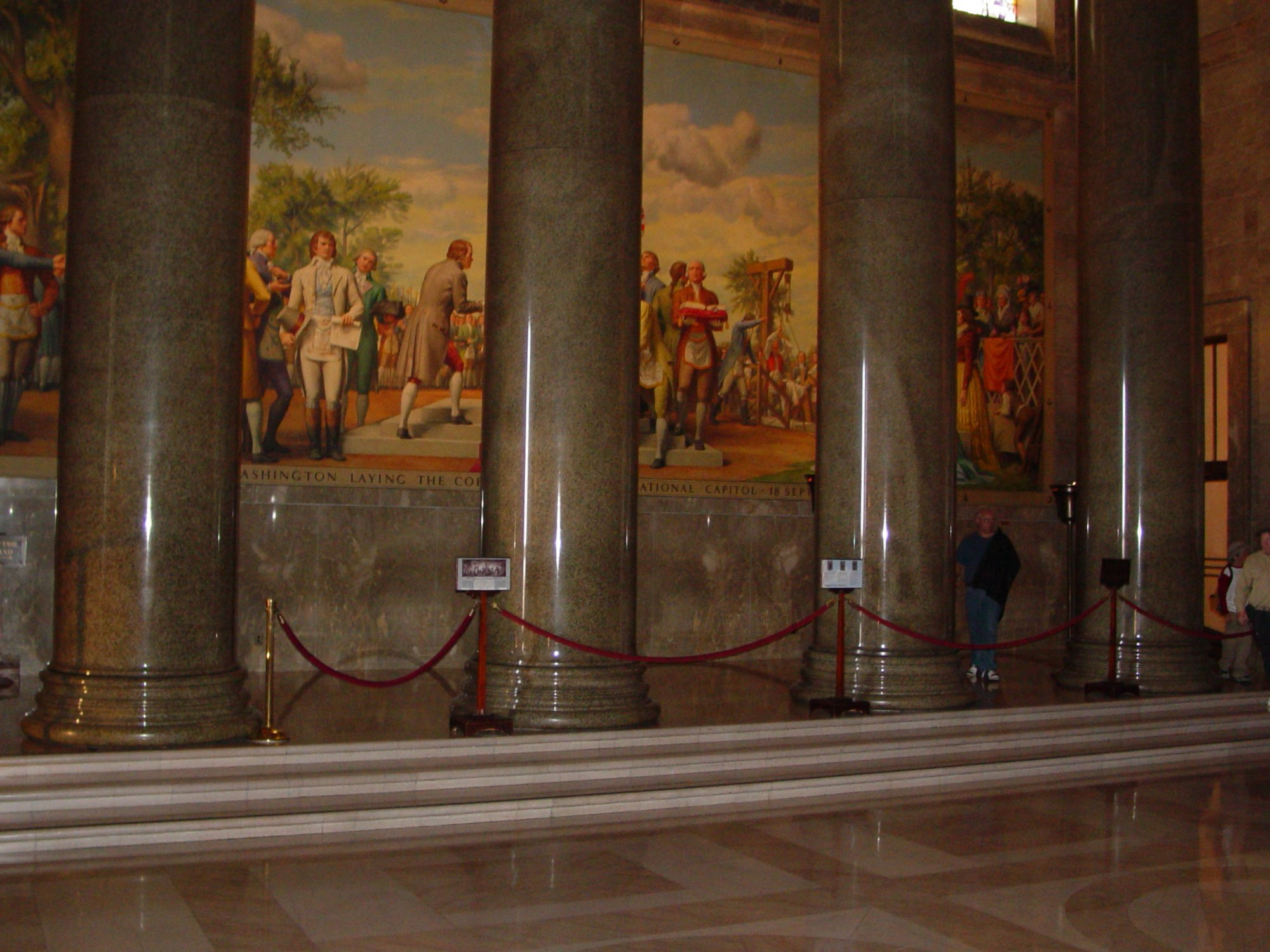
Colonnes du Memorial Hall, à l'arrière les peintures d'Allyn Cox.

La principale caractéristique du deuxième étage est le Memorial hall, qui mesure 30 mètres de long, 20 mètres de large et 16 mètres de haut. Huit colonnes de granit vert, quatre sur chaque côté, soutiennent le toit du mémorial. À l'extrémité ouest de la salle siège une statue en bronze de 5,2 mètres de Washington en tenue de cérémonie maçonnique. Le sol est pavé de marbre du Tennessee avec un motif géométrique et les murs sont de marbre du Missouri. Dans chaque angle du Memorial Hall il y a quatre lampadaires en bronze de 2,4 mètres de haut, offerts par l'Ordre de l'étoile orientale, une organisation paramaçonnique (Masonic bodies). Sur les côtés nord et sud, des peintures murales réalisées par Allyn Cox représentent Washington assistant à un service religieux à la Christ Church d'Alexandria et de Washington en costume maçonnique, lors de la pose de la pierre angulaire du Capitole. Les peintures murales ont été photographiées entièrement pour la première fois en 2000. Derrière le Memorial Hall à l'ouest se trouve le théâtre du mémorial, (Memorial Theater), de forme semi-circulaire et conçu à l'origine pour accueillir mille personnes assises. Après avoir été reconfiguré, il ne peut plus en accueillir que 358. Le théâtre dispose d'un plafond en forme d'éventail et de seize colonnes de marbre qui délimitent sa périphérie. Autour de sa mezzanine, quatorze portraits en bronze et en bas-relief représentent les présidents francs-maçons des États-Unis. Derrière la scène se trouve le portrait de George Washington. Au niveau des balcons à l'extrémité du théâtre, on voit l'orgue Möller donné par la Grande Loge du New Jersey. Sur le côté nord du premier étage, une salle est affectée aux tenues de la loge Andrew Jackson No 120, ainsi qu'à celles d'autres loges maçonniques.
La tour comporte sept étages, du troisième au neuvième. Elle est divisée en quatre sections, chacune d'une superficie inférieure à la précédente. Les deuxième et troisième sections englobent deux étages chacune.

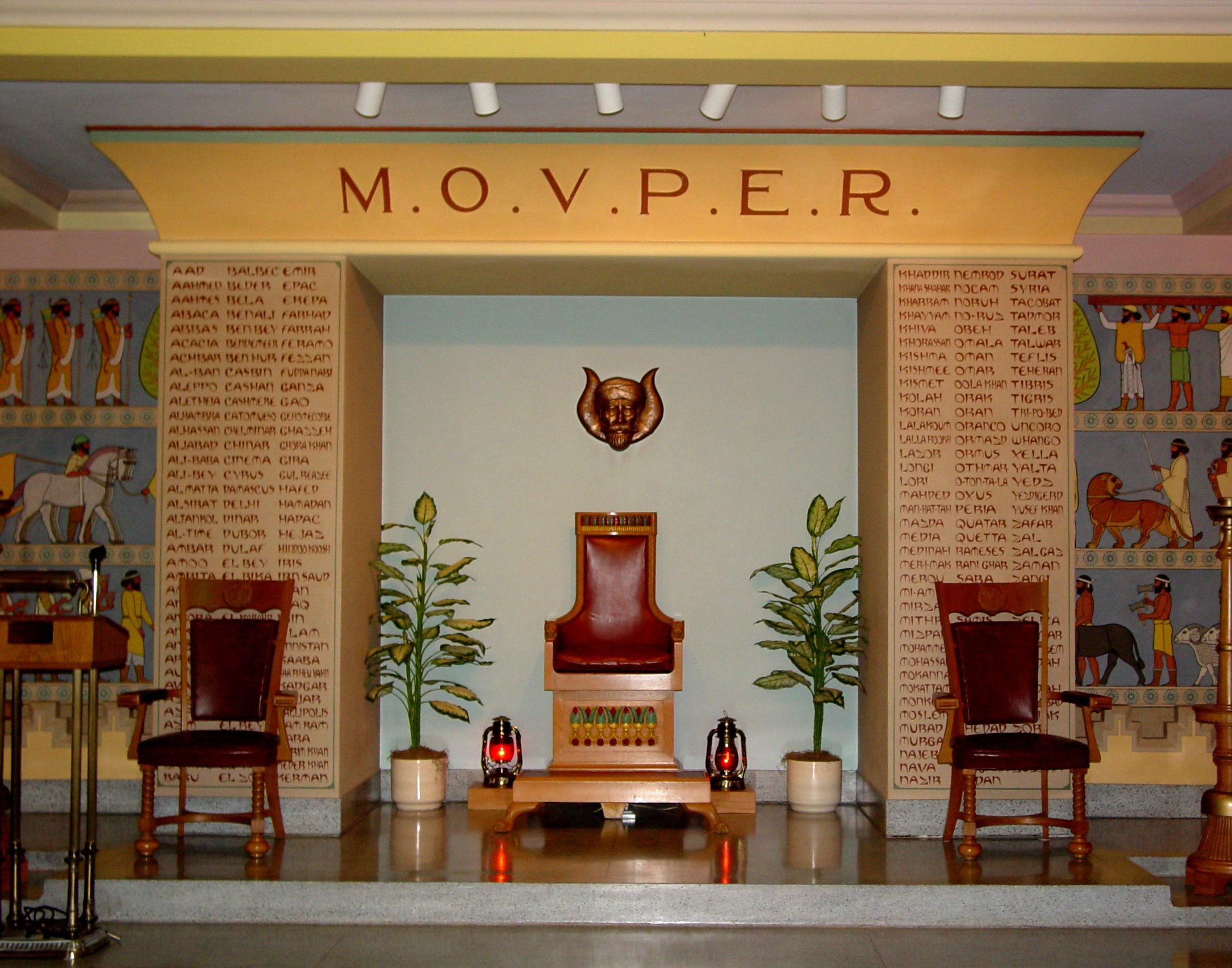
Fronton du Grotto. « M.O.V.P.E.R. » est l'abréviation de Mystic Order of Veiled Prophets of the Enchanted Realm.

Le troisième étage abrite des expositions sur l'histoire, les activités caritatives, les programmes sociaux que divers organismes paramaçonniques soutiennent. Il est longtemps consacré uniquement à l'Ordre Mystique du Prophète Voilé du Royaume Enchanté (Grotto) et abrite ses archives. Mais à partir de février 2012, il est rénové et réorganisé pour contenir également d'autres expositions sur les corps paramaçonniques.
Le quatrième étage a une hauteur double du troisième étage, il contient une mezzanine qui propose des expositions supplémentaires. C'est surtout l'étage du musée George Washington qui expose de nombreux objets lui ayant appartenu ou qu'il a utilisés au cours de sa vie et qui font essentiellement partie du fonds d'objets de collection de la loge Alexandria-Waghington No 22. Le financement du musée est assumé par les Suprêmes Conseils du rite écossais des juridictions du sud et du nord des États-Unis. Une statue en bronze de Washington, réalisée par Donald De Lue, se trouve dans le musée.
Le cinquième étage a la même hauteur que le troisième étage, il est consacré à des expositions et aux symboles de la maçonnerie de l'Arche Royale (Royal Arch Masonry), première partie des grades capitulaires (side degree) du Rite d'York. Cet étage est décoré dans le style égyptien et dans les anciens styles architecturaux hébraïques. Il contient également une réplique de la légendaire Arche d'alliance, derrière un rideau automatique qui la dévoile aux visiteurs.
Le sixième étage est consacré à la bibliothèque maçonnique et historique du mémorial. Cet étage a une hauteur double de celle du cinquième étage et comme le quatrième, contient une mezzanine.
Le septième étage, de même hauteur que les troisième et cinquième, est consacré à la maçonnerie cryptique (Cryptic Masonry), deuxième partie des grades capitulaires du Rite d'York. La pièce est une réplique symbolique de la crypte légendaire sous le Temple de Salomon, où les secrets et trésors des francs-maçons ont été conservés. Il contient également des peintures murales qui dépeignent des événements clés mentionnés dans les rituels d'initiation, tels que l'assassinat d'Hiram, architecte du temple de Salomon.
Le huitième étage a la même hauteur que le septième et contient une chapelle dédiée aux chevaliers templiers de la franc-maçonnerie (Knights Templar (Freemasonry)), dernière partie des grades capitulaires du Rite d'York. Cet étage est décoré dans le style gothique français. Comme les quatrième et sixième étages, il a le double de la hauteur des troisième et cinquième étages, mais il lui manque la mezzanine. Les vitraux de cette chapelle dépeignent quatre scènes de la Bible chrétienne : Jésus guérissant l'aveugle, le Sermon sur la montagne, la crucifixion de Jésus et l'Ascension de Jésus au ciel.
Le neuvième étage a la même hauteur que les troisième, cinquième et septième étages. Il contient deux grandes salles habillées de bois de cèdre et donne accès à la plate-forme d'observation. Les Grands cèdres du Liban (Tall Cedars of Lebanon) est un organisme maçonnique qui réunit uniquement des maîtres maçons, leur salle au neuvième étage représente la salle et les symboles du trône du roi Salomon. La plate-forme d'observation, qui donne à l'extérieur du neuvième étage n'est accessible qu'à partir de cette salle.
La structure est coiffée par une pyramide à sept niveaux. Le luminaire au sommet de la pyramide a la forme d'un symbole maçonnique, celui d'un double trapèze.

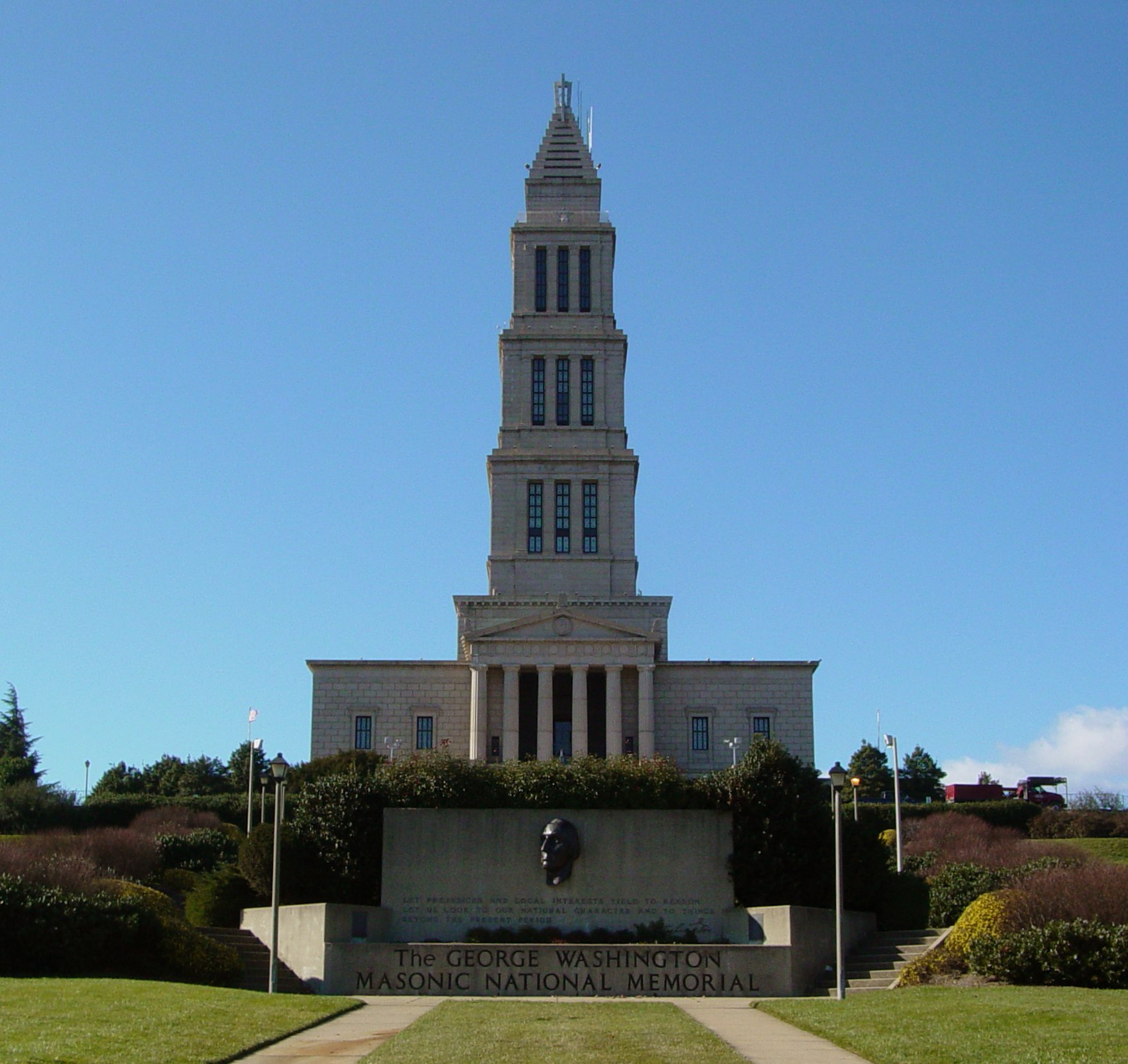
2e niveau et tour en quatre sections.
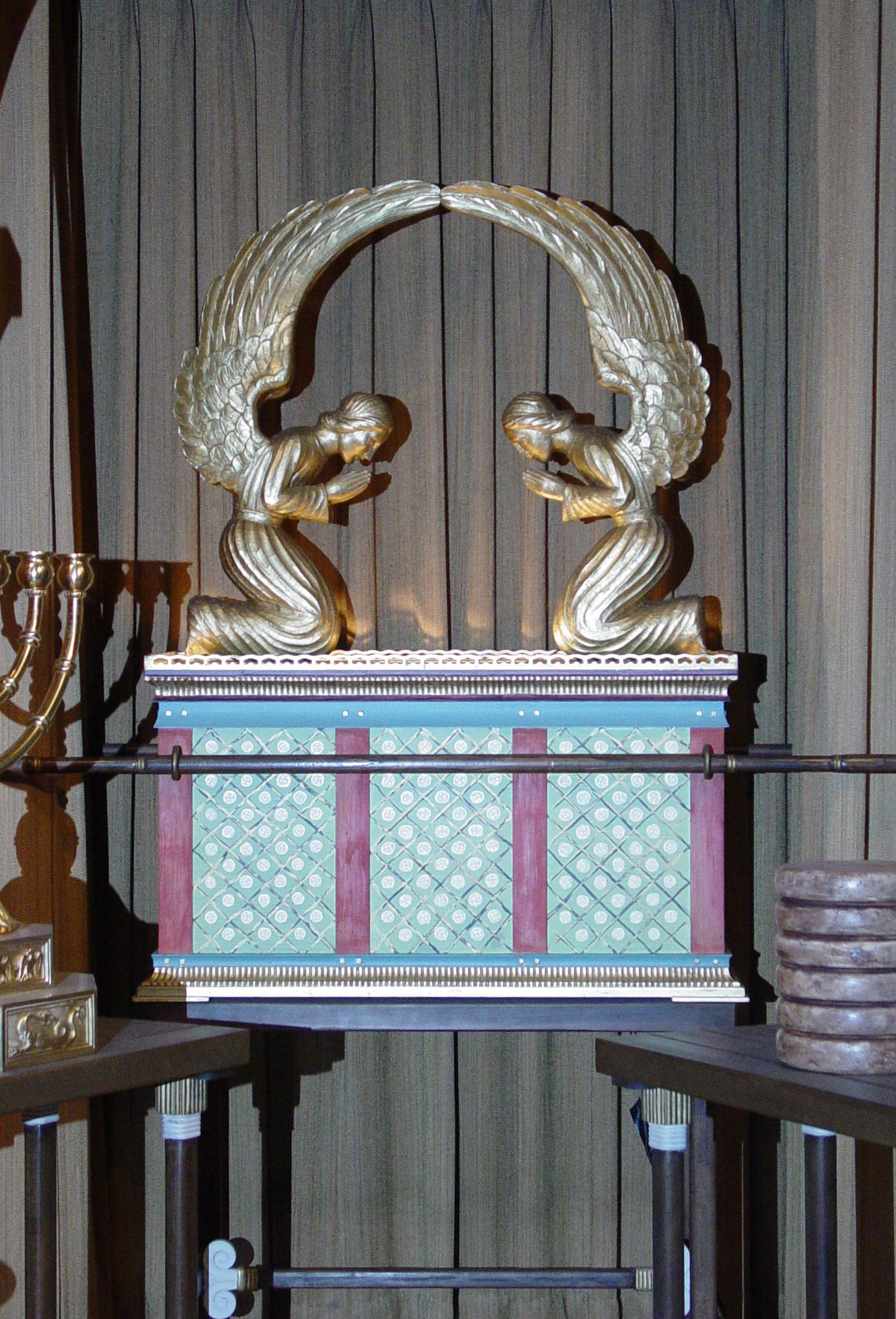
Réplique de l'Arche d'alliance.
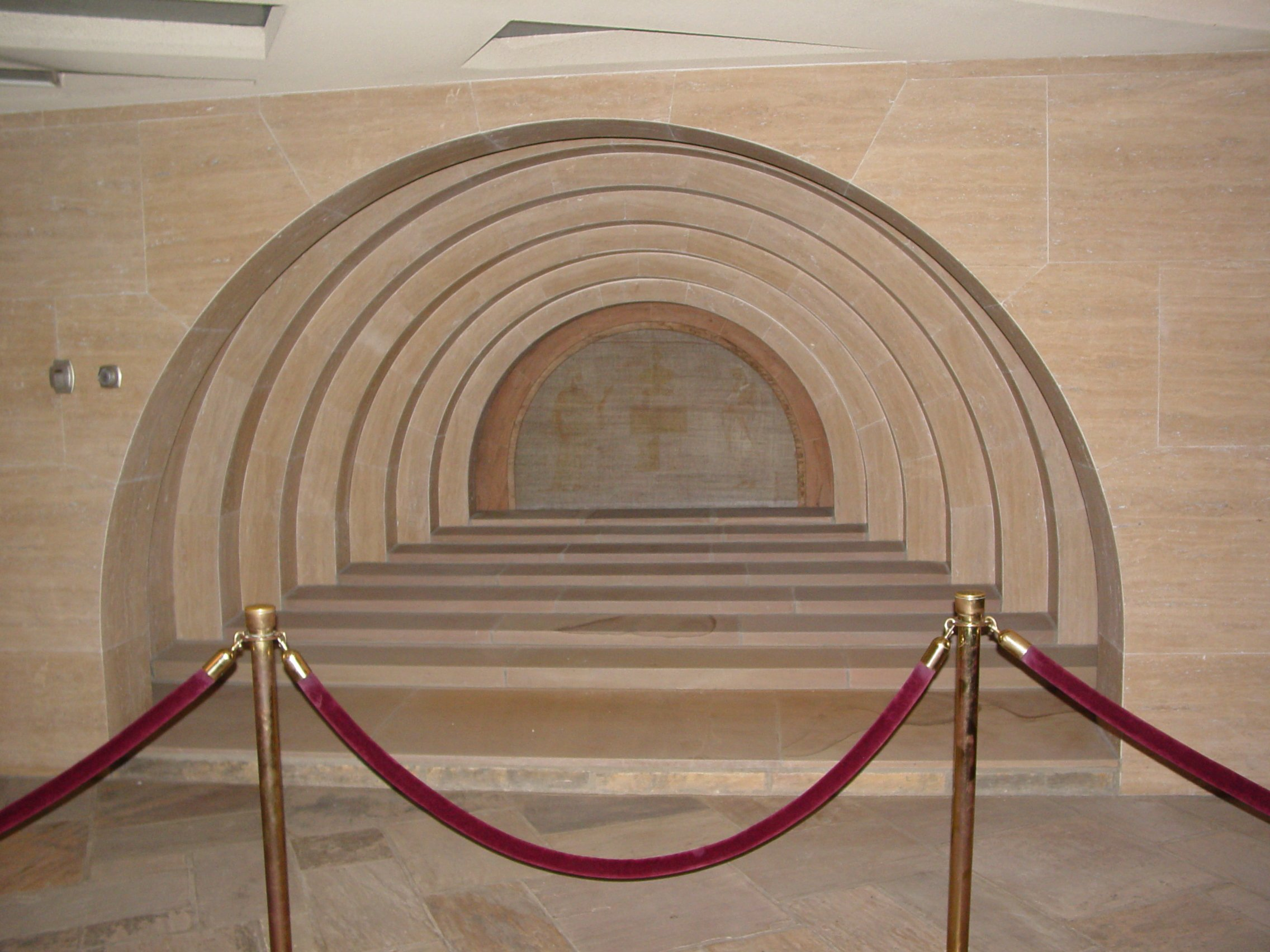
Tunnel de la Crypte.
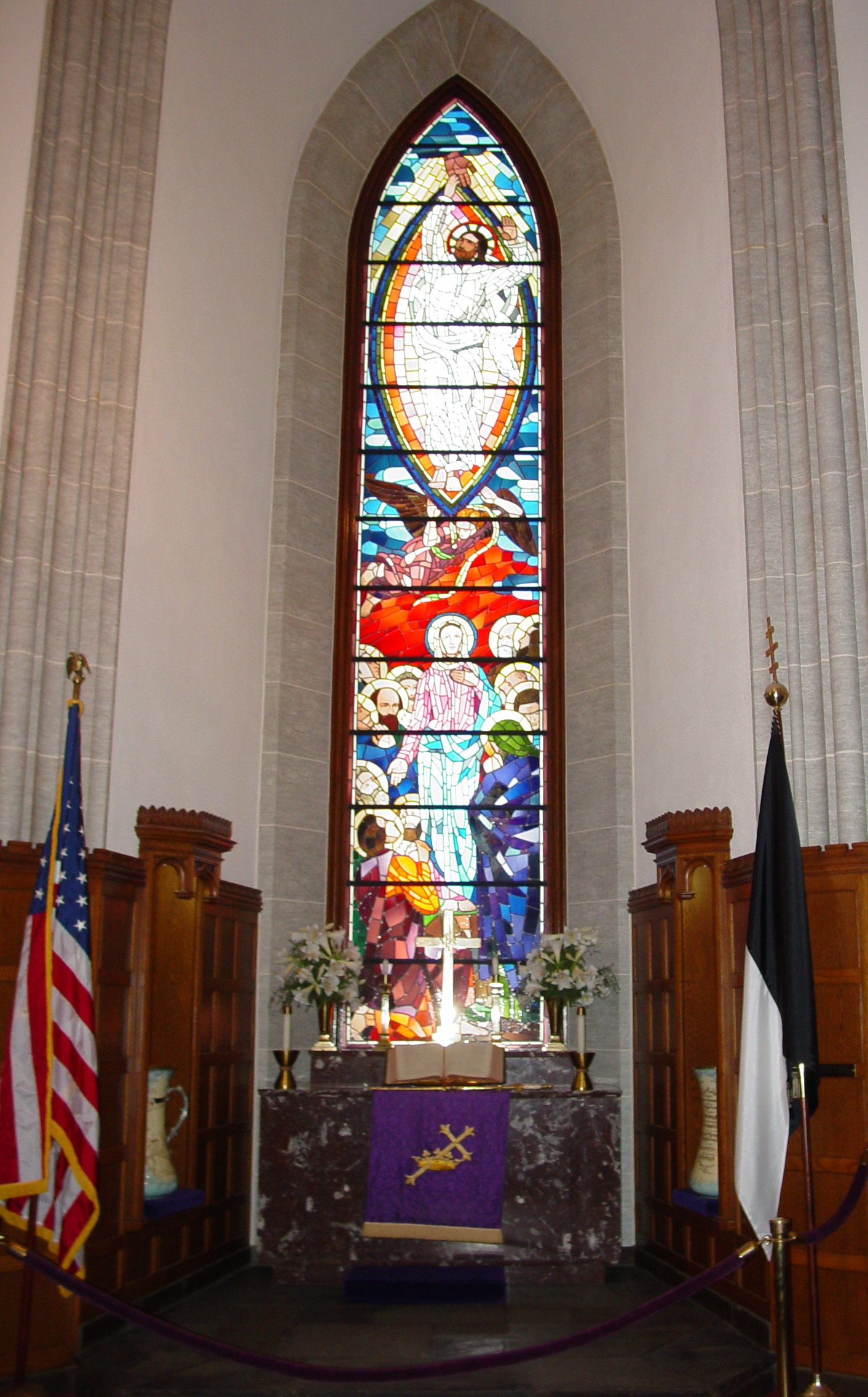
Vitrail de la salle des Chevaliers templiers.
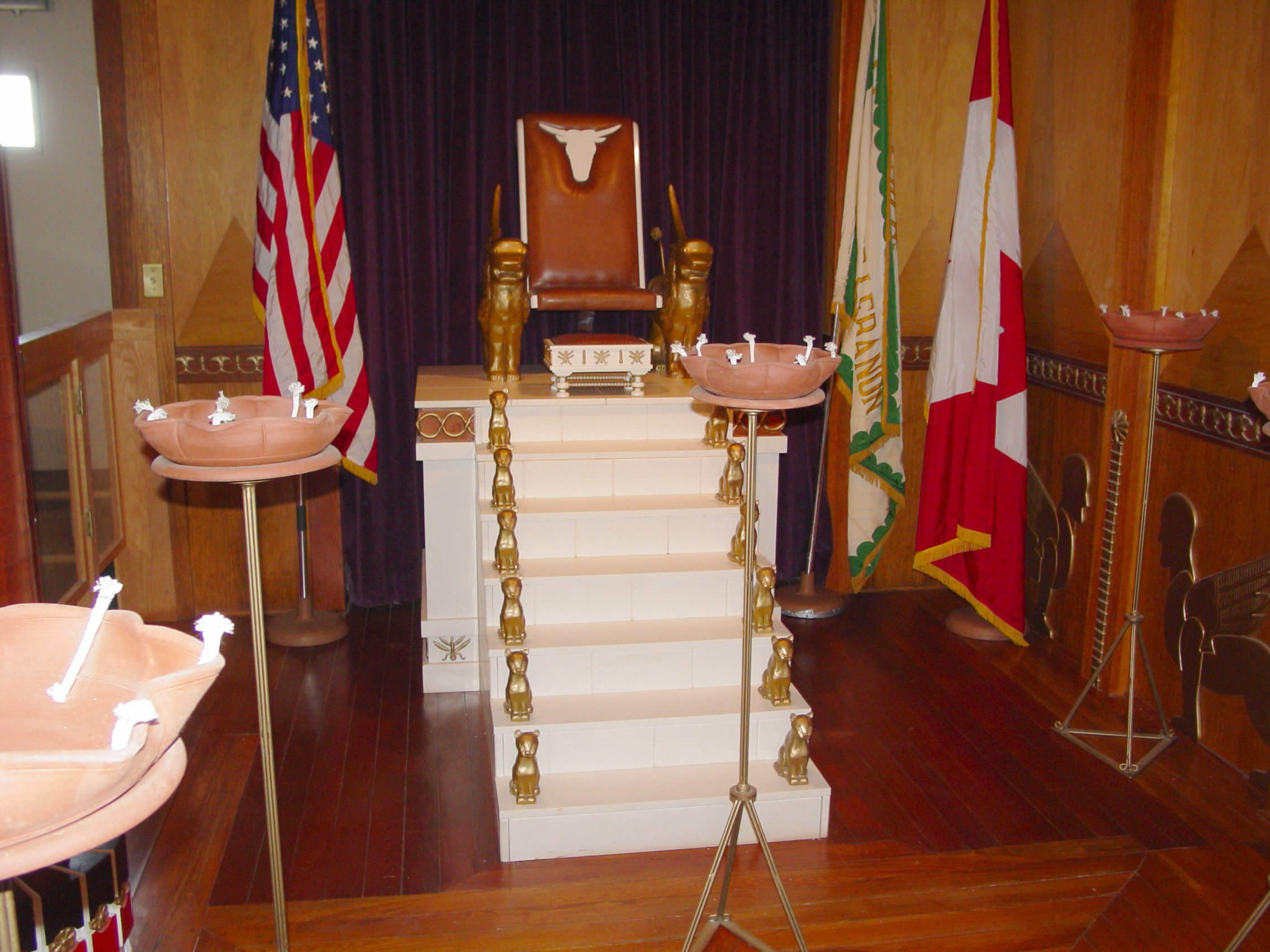
Siège du président dans la Tall Cedars Room.
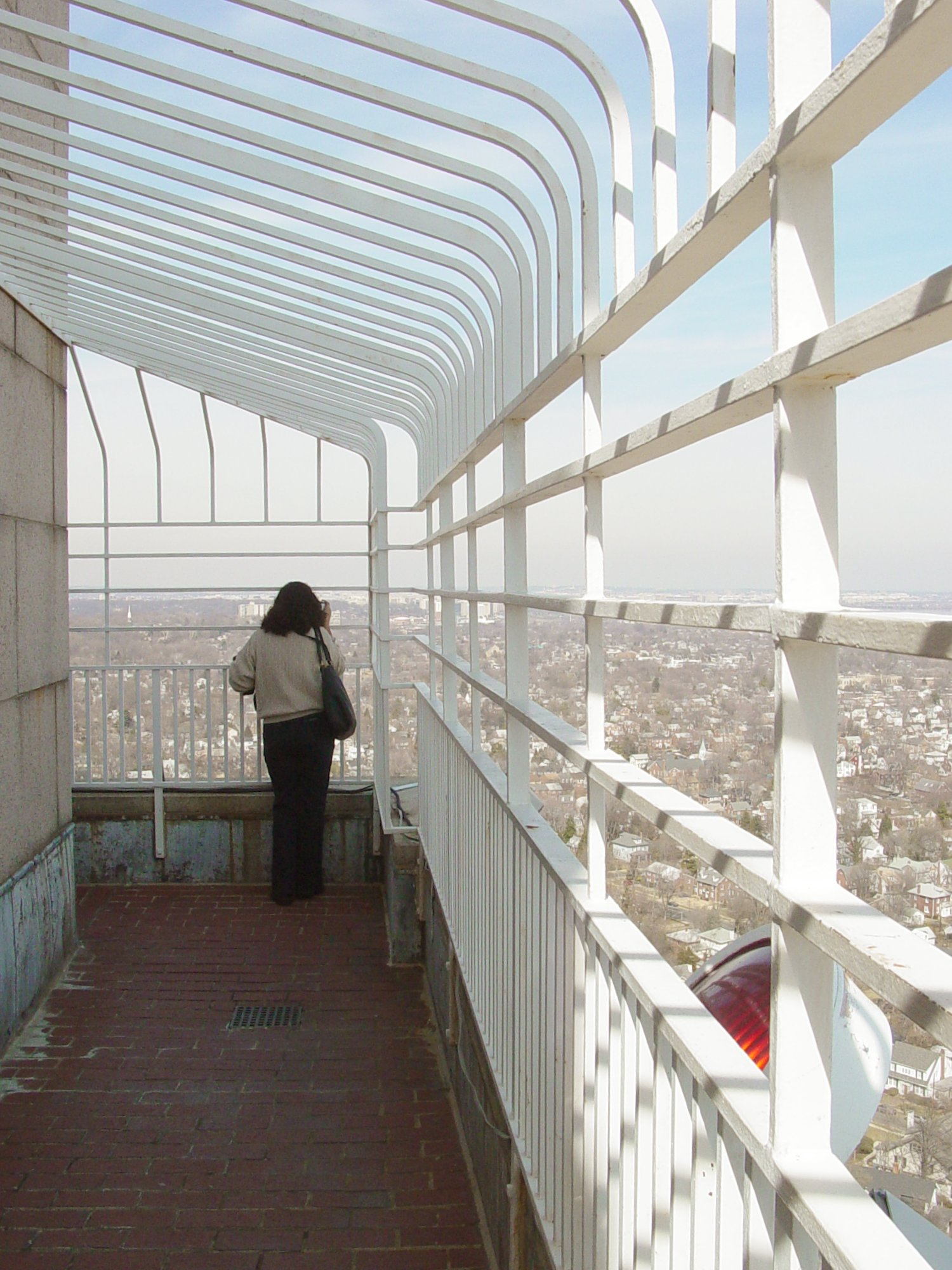
Observatoire du bâtiment.

## Historique

### Les premiers projets
L'idée de construire un mémorial maçonnique à George Washington est d'abord proposée en 1852 par sa « loge mère », la Fredericksburg Lodge no 4 en Virginie. Les fonds sont recherchés auprès des grandes loges américaines pour construire un bâtiment mémoriel dont l'espace d’accueil et d'entrée serait orné d'une grande statue du père fondateur de la nation. Les premières levées de fonds suffisent pour commander une statue grandeur nature en bronze de George Washington, en tenue de cérémonie maçonnique complète. La commande est adressée au sculpteur Hiram Powers vivant à Rome, en Italie. La statue réalisée est livrée à Alexandria au début de l'année 1861, peu avant le déclenchement de la guerre civile américaine. Elle reste stockée à Alexandria jusqu'à l'été 1863 où elle est transportée à Richmond, en Virginie. Cette première statue est détruite dans l'incendie qui ravage la ville, le 3 avril 1865, peu avant la reddition des armées confédérées.
Le 8 mai 1900, des citoyens d'Alexandria constituent la « Washington Monument Association d'Alexandria » (WMAA), organisation à but non lucratif dont la mission est de faire aboutir la construction d'un mémorial à George Washington dans la ville d'Alexandria. Après des difficultés de démarrage, l'association parvient en février 1908 à acquérir une parcelle de terrain de 20 hectares sur et autour de la colline de Shooter. Moins d'un mois après l'achat du site, le WMAA décide de créer un parc plutôt que de construire un mémorial. Environ 15 hectares sont réservés au Memorial Park de George Washington, tandis qu'1,8 hectare est réservé à un petit monument commémoratif. Une partie du terrain est lotie et vendue comme terrain à bâtir, de part et d'autre de la rue King, la WMAA se réservant le dessus de la colline de Shooter pour y édifier le mémorial. L'allotissement et la vente des parcelles rapportent suffisamment de fonds pour lancer la construction du parc mémoriel. Le nouveau lotissement est nommé Fort Ellsworth d'après le nom d'un fort américain d'autrefois établi sur la Hill Shooter.
Le parc est prêt pour l'inauguration le 30 avril 1909, lors du 120e anniversaire de l'élection de George Washington en tant que président des États-Unis. De nombreux dignitaires accompagnent le gouverneur de Virginie Claude A. Swanson et la cérémonie est présidée par le vénérable maître de la loge Alexandria, dont George Washington fut également un grand dignitaire en 1788.

### Création de l'association duGeorge Washington Masonic National Memorial

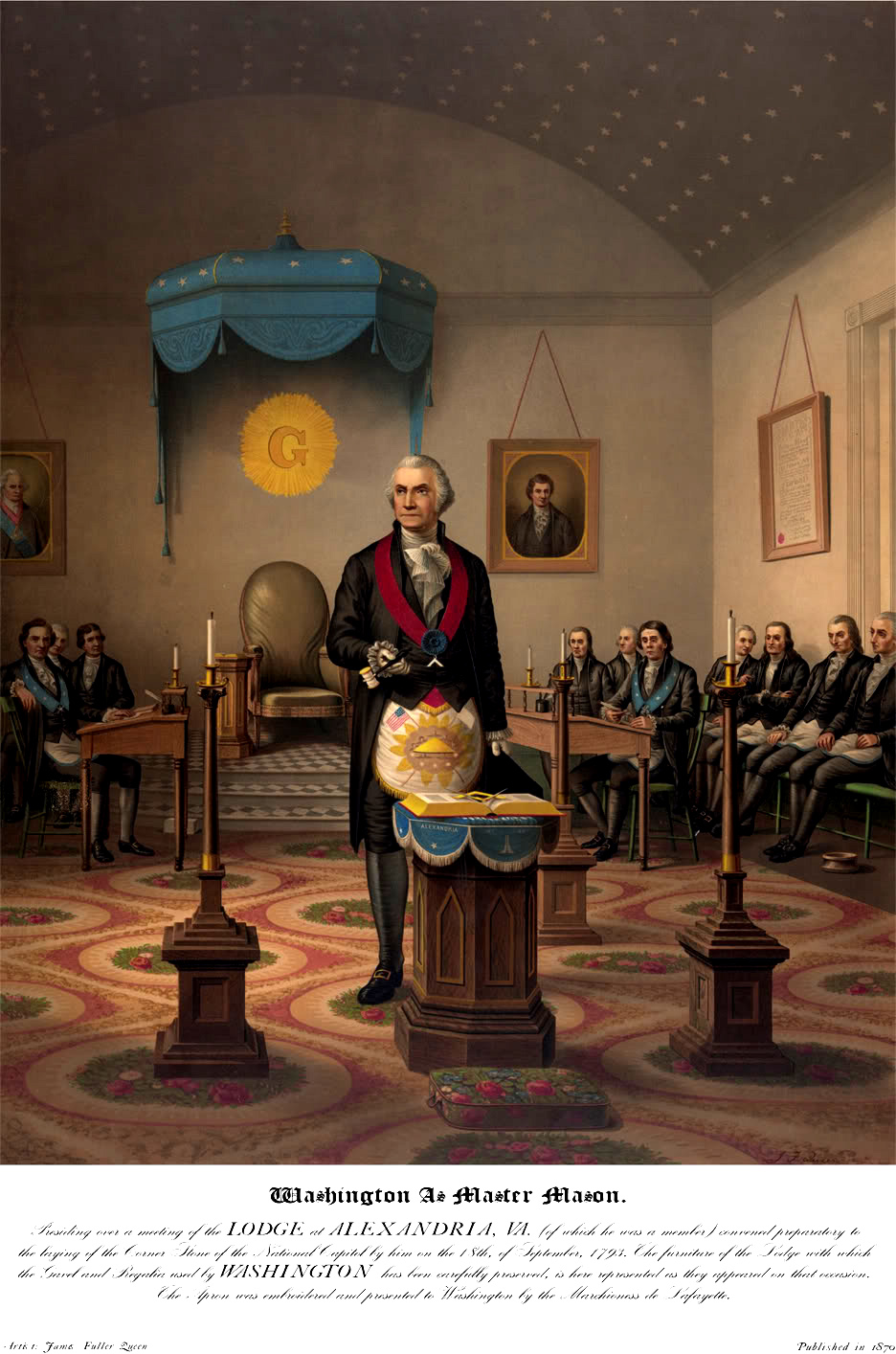
George Washington, le 18 septembre 1793.

Plusieurs raisons poussent les obédiences maçonniques à mettre finalement en œuvre la construction d'un bâtiment mémoriel : la création du « George Washington Memorial Park » suscite un regain d'intérêt des francs-maçons dans la préservation de leur mémoire, mais permet également la mise en sécurité des objets personnels ou utilisés par George Washington, propriété de la loge Alexandria-Washington. Les locaux de cette dernière ayant déjà subi plusieurs incendies au cours du siècle précédent, un certain nombre de ces éléments historiques ont été détruits. La construction d'un bâtiment résistant au feu et abritant de manière plus sûre ces objets importants est un facteur majeur dans la relance du projet de construction de ce mémorial maçonnique,.
Début 1908, Charles H. Callahan, adjoint du vénérable maître de la loge Alexandria-Washington n°22 propose aux membres de la loge que soit enfin construit un bâtiment mémoriel et commémoratif et demande d'affecter la somme de 10 000 dollars prélevée sur les fonds de la loge. Il est formé un « comité local du temple commémoratif » qui a pour mission de lever les obstacles au projet et de collecter des fonds pour sa construction. Ce comité sollicite par une résolution le grand maître de la Grande Loge de Virginie, afin qu'il approuve le projet et aide le comité pour la création d'une association mémorielle nationale, à laquelle tous les francs-maçons, ainsi que toutes les obédiences ou corps maçonniques puissent participer.
En mai 1909, la Grande Loge de Virginie lance un appel à toutes les grandes loges des États-Unis pour répondre à la demande de la loge d'Alexandria. Le 22 février 1910, une réunion se tient en Virginie pour discuter des plans et de l'organisation d'une association dont l'objectif est de construire un temple mémoriel. Le président William Howard Taft, représenté par Champ Clark, le secrétaire de la guerre Jacob M. Dickinson et le gouverneur de Virginie William Hodges Mann participent et prennent la parole lors de cette réunion pour exprimer leur accord. La « George Washington Masonic National Memorial Association » (GWMNMA) est constituée lors de cette réunion et des fonds sont levés pour un montant d'un million de dollars. 500 000 dollars sont affectés à la construction, 500 000 autres au fonctionnement et à la maintenance du bâtiment. Thomas J. Shryock, grand maître de la Grande Loge du Maryland, est élu premier président de la GWMNMA.
À ce stade de l'avancement du projet, la GWMNMA ne prévoit de construire qu'un temple maçonnique, pas un monument géant. Un étage droit être utilisé pour une utilisation par les loges maçonniques, une ou plusieurs autres salles ayant vocation à devenir des espaces sécurisés, résistant au feu, afin d'être utilisées pour la présentation et la conservation de la collection d'objets de George Washington, ainsi que des documents historiques appartenant à la loge Alexandria-Washington. En février 1911, la GWMNMA confirme le choix d'Alexandria comme ville de construction du bâtiment et met en œuvre des activités de levées de fonds. Une structure plus formelle est également adoptée mais, hormis des activités de collecte de fonds, le projet ne connaît que peu d'avancement dans les cinq premières années d'activité de l'association.

### Choix du site et finalisation du projet
La grande majorité des acteurs impliqués dans le projet pendant les premières années de l’association acceptent l'idée que le temple mémoriel soit construit à Alexandria, en raison des liens étroits qui unissent George Washington avec cette ville. Le site du George Washington Memorial Park semble un bon emplacement, mais ce parc est à cette époque une propriété privée de la Washington Monument Association d'Alexandria (WMAA). En septembre 1915, la loge Alexandria-Washington propose d'acheter plusieurs lots sur le dessus de la colline Shooter's Hill pour la somme symbolique de 1 000 dollars. Dans le même temps, la municipalité d'Alexandria examine la possibilité de demander à la WMAA de lui vendre le reste du George Washington Memorial Park. La loge propose plusieurs solutions pour acquérir une part des terrains, mais ses propositions n'aboutissent pas. En décembre 1915, la ville achète à la WMAA l'ensemble de Shooter's Hill ainsi que le George Washington Memorial Park, à l'exception de deux hectares situés sur le versant nord de la colline. Cette même année, la loge d'Alexandria-Washington rachète sur ce versant une parcelle de 7 500 m2 pour 1 000 dollars. Selon les termes de la cession de parcelle, les francs-maçons des États-Unis ont obligation de construire un temple mémoriel et maçonnique dédié à George Washington dans les dix ans qui suivent la « vente », ou ils seront dans l'obligation de restituer la parcelle à la ville d'Alexandria.
Possesseurs d'une parcelle de terrain, les francs-maçons peuvent commencer à faire des plans pour construire un mémorial. En 1917, la loge Alexandria-Washington confirme publiquement son intention de construire un bâtiment d'une valeur de 500 000 dollars pour abriter le musée Georges Washington, dont la valeur des collections est estimée à deux millions de dollars et dont elle sera propriétaire. En 1918, Louis Arthur Watres, ancien lieutenant-gouverneur de Pennsylvanie et ancien grand maître de la Grande Loge de Pennsylvanie, est élu président de GWMNMA. Lors de sa réunion annuelle seulement deux semaines plus tard, l'association approuve l'appel à un architecte pour commencer à élaborer des plans pour le mémorial. Arthur Watres et la GWMNMA proposent et nomment Harvey Wiley Corbett du cabinet new-yorkais Helmle & Corbett comme architecte et maître d’œuvre du projet de construction.
Au lancement de la construction en février 1922, le GWMNMA a radicalement revu son projet et propose un bâtiment d'une valeur de 1,5 million de dollars, assorti d'un investissement de 400 000 dollars pour l'aménagement paysager du site et de 500 000 dollars comme fonds de dotation au maintien et à l'entretien perpétuel du mémorial,. Les administrateurs de la GWMNMA approuvent également une nouvelle charte d'organisation et de contrôle des opérations de construction, ainsi que les nouveaux plans du projet. L'État de Virginie approuve à son tour l'ensemble des dispositions de la charte révisée et des plans proposés par la GWMNMA, le 16 mars 1922.

### Projet architectural

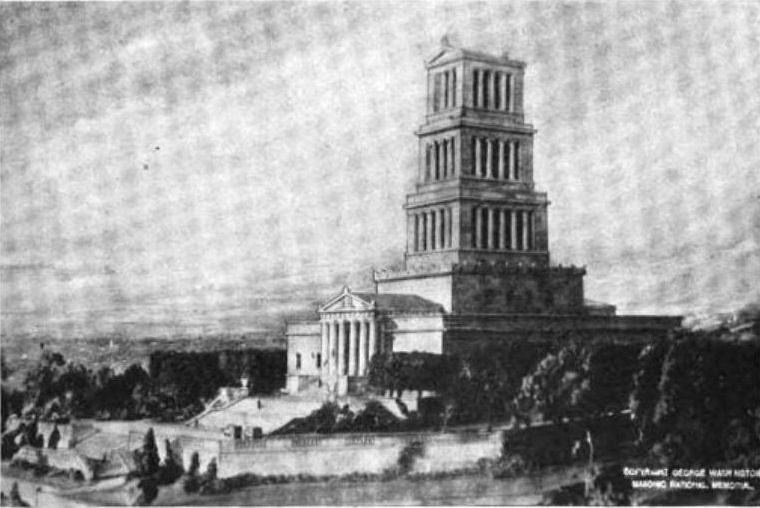
Modèle du mémorial George Washington en 1922.

L'architecte Harvey Wiley Corbett prévoit tout d'abord un temple commémoratif comportant une base de trois étages surmontée d'une tour de trois étages. Les trois premiers niveaux constituant le temple et la base de la tour seraient construits dans le style néo-classique, tandis que la tour serait une variation sur les styles populaires de l'architecture moderne. Il propose une structure entièrement en maçonnerie, avec peu de métal dans la construction, justifiant ce choix par l'argument d'une plus grande longévité du bâtiment.
Le cabinet Osgood & Osgood de Grand Rapids dans le Michigan est l'ingénieur-conseil du projet. Daniel E. Moran du bureau d'études Moran, Maurice & Proctor de New York est chargé de la conception des fondations de l'immeuble. Gunvald Aus est l'ingénieur en structure. La compagnie Clarke, McMullen & Riley de New York obtient l’ingénierie mécanique du projet et Carl Rust Parker des frères Olmsted est l'architecte paysagiste du site. L'entrepreneur général des travaux est la compagnie de construction Percy Cranford Co. qui sous-traite les travaux de maçonnerie à l’entreprise Samuel Miller Co., ces deux dernières sociétés étant situées à Washington, D.C..
La conception initiale de Harvey Corbett est un mémorial d'environ 61 mètres de haut s'inspirant de la restauration du phare du port d'Ostie, près de Rome. Le premier étage serait occupé par un hall principal avec une colonnade ouvrant sur des vitres latérales, à l'arrière de laquelle se dresserait une grande statue de Washington. Des peintures murales historiques seraient peintes. À droite et à gauche de la salle principale seraient érigées de grandes salles de réunion, dont une réservée aux réunions de la loge Alexandria-Washington n°22. À gauche de la salle principale, une petite pièce contiendrait une réplique de la loge maçonnique d'origine dont Washington lui-même fut vénérable maître. Le plan prévoit que le deuxième étage ferait office de galerie d'art et de musée servant non seulement à honorer George Washington, mais aussi d'autres francs-maçons célèbres de la Virginie.
Des détails supplémentaires et des modifications de conception y sont apportés en juillet 1922, quand le bâtiment n'atteint que 61 mètres de hauteur ; la presse rapporte qu'il sera construit spécifiquement dans les styles grecs et néo-roman et fait de marbre et de béton blanc L'atrium de l'immeuble est destiné à ouvrir de l'espace le long des murs qui pourraient être utilisés par les grandes loges américaines pour commémorer leurs membres éminents, tandis que les salles autour de l'atrium seraient consacrées aux organismes maçonniques et organes annexes (organes juridictionnels, groupes sociaux, jeunes et organisations féminines, etc.).
Une révision majeure des plans est faite en février 1923. Le GWMNMA approuve la construction du bâtiment entièrement en granit, plutôt qu'en marbre et en béton, un changement qui porte le coût de la structure à 3 000 000 dollars. Avec les coûts d'aménagement paysager et la dotation de fonctionnement, le coût total du projet s'élève alors à 4 000 000 dollars.
Ces plans sont à nouveau révisés et revus en avril 1923. La hauteur totale du mémorial s’élève à 100 mètres (330 pieds) de haut. Les dimensions de l'atrium au premier étage sont fixées à 14 mètres de largeur sur 24 mètres de profondeur. Avec des fenêtres hautes, cette salle aura 18 mètres de hauteur et les salles de réunions entoureront l'atrium, le deuxième étage de la tour étant toujours prévu pour abriter le musée George Washington. L'affectation du troisième étage reste indéfinie. La tour au-dessus du troisième étage sera coiffée désormais d'une plate-forme d'observation formant le septième et ultime étage. Cependant, le coût reste encore dans le budget de 4 000 000 dollars. Le dernier grand changement dans le projet est décidé au début de 1924, la hauteur de la tour — réduite à un certain moment à 85 mètres — est portée définitivement par l'architecte Corbett à 101 mètres (333 pieds), correspondant à la silhouette de l'ancien phare d'Alexandrie en Égypte.

## Construction du mémorial
Le chantier de construction de l’infrastructure du mémorial, des aménagements extérieurs et du second œuvre arrive à terme après dix années. Entre 1923, date officielle du début du chantier et 1932, date d'inauguration, la George Washington Masonic National Memorial Association (GWMNMA) n'a de cesse de collecter des fonds, de régler les dépenses et de faire évoluer le projet. Le mémorial est construit sans être grevé d'aucune dette. Dès le début du projet, les organismes maçonniques impliqués dans la construction du mémorial décident de ne pas signer de contrat, ni de commencer un chantier tant que l'argent pour les financer n'est pas dans les caisses de l’association. Au jour de son inauguration, elle annonce qu'aucun prêt d'aucune forme n'a financé les moindres travaux.

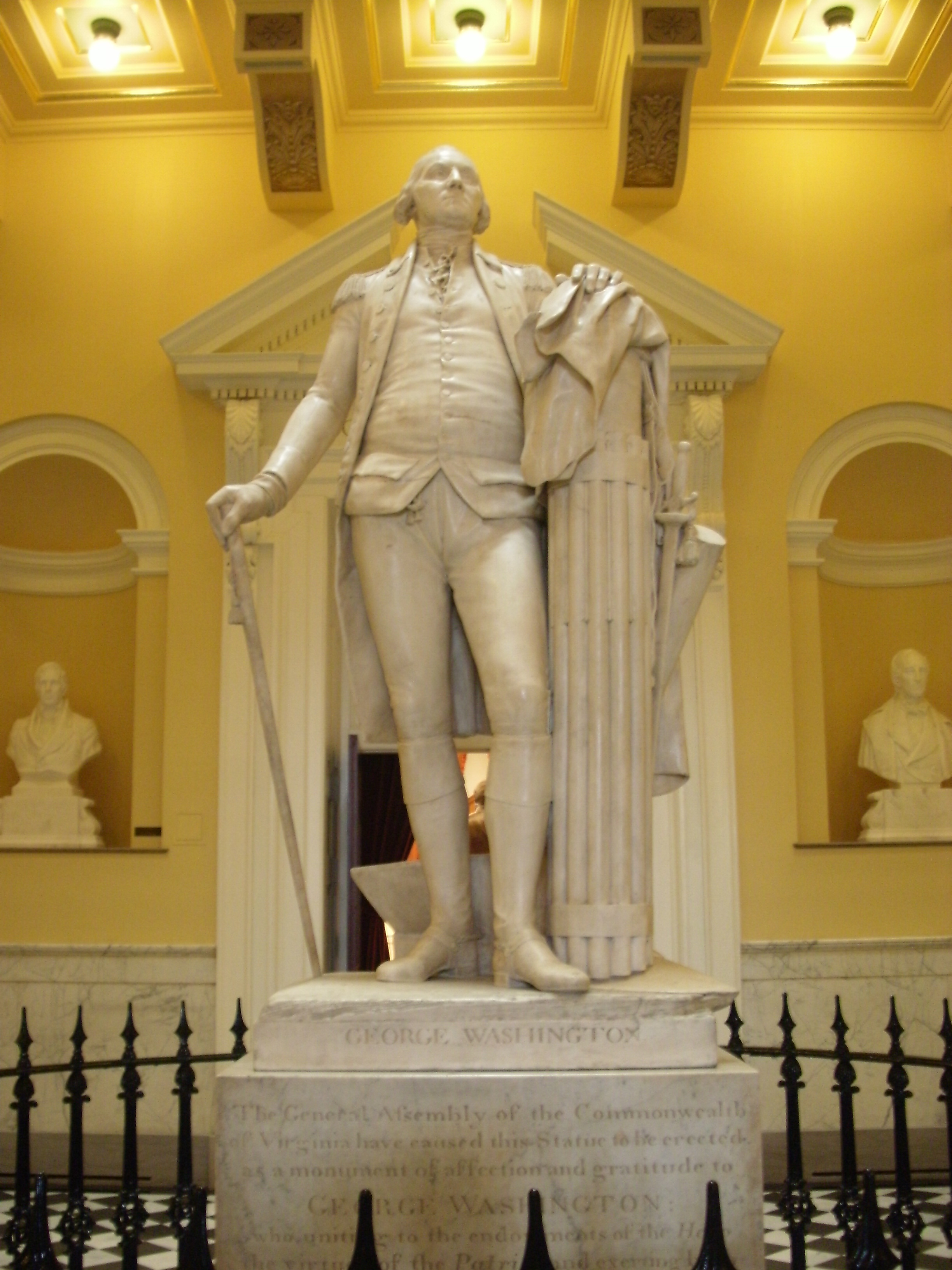
Statut de George Washington dans le Capitole de l’État de Virginie par Jean-Antoine Houdon.

Au cours de l'année 1923, le GWMNMA collecte 500 000 dollars de fonds en espèces, ce qui porte le total reçu des premières collectes d'avant ouverture du chantier à deux millions de dollars. En 1924, l'association décide également qu'une statue de George Washington devrait être placée dans l'atrium du souvenir et que cette statue devrait être une copie en marbre de la statue sculptée par Jean-Antoine Houdon en 1798 et qui occupe la rotonde du Capitole de l'État de Virginie à Richmond. Pour l'année 1925, elle prévoit d'affecter 595 000 dollars à la construction et collecte pendant cette année 500 000 dollars en espèces.
1926 voit aussi le premier événement organisé dans le mémorial (inachevé). Le 22 février 1926, l'association y organise son assemblée générale annuelle. Elle indique que deux millions de dollars de dons en espèces ont été collectés depuis le lancement du projet et 1,8 million dépensé. À cette occasion, l'association alloue de nouveau 500 000 dollars, pour poursuivre la construction du mémorial.
En 1927, à la fin de sa réunion, le GWMNMA décide d'une date d'inauguration officielle du mémorial en 1932. Et lors de sa réunion annuelle en février 1928, l'association envisage de nouveau d'investir 500 000 dollars durant l'année, à la construction et propose également d'augmenter le fonds de dotation de la construction de 1,5 million de dollars, portant le coût total de la construction à cinq millions de dollars. Elle estime, lors de cette assemblée que le bâtiment peut être terminé si 500 000 dollars de fonds supplémentaires sont collectés en 1929.
En février 1929, le GWMNMA vote la création d'un fonds de dotation de fonctionnement et d'entretien d'un million de dollars, pour la maintenance du mémorial après son achèvement.

### 1922: les fondations
Compte tenu de la taille et du poids du mémorial, même dans les premières études de sa conception, une base solide pour la structure apparaît comme un élément important. Un premier forage d'essai dans la Shooter's Hill, atteignant la profondeur de 61 mètres, n'a pas trouvé de substrat rocheux, conduisant à un questionnement sur le choix du site d’implantation. L’ingénieur en fondation Daniel E. Moran étudie en outre la terre sous le bâtiment et effectue un forage de 38 mètres au-dessous du point de fondation le plus bas. Il trouve du gravier, de l'argile dure et du sable. Les géologues experts de New York et du bureau de la United States Geological Survey fournissent, après étude des données, un certificat attestant que les risques d'affaissement dû à la nature du sol sont inexistants.
L’inauguration du chantier a lieu le 5 juin 1922. Louis Arthur Watres, président de l'association, et Charles H. Callahan, vice-président, creusent symboliquement le début des fondations du mémorial par quelques coups de pelle et de pioche, sous une pluie battante. Les outils utilisés, ainsi que quatre petites pierres issues des premières pelletées, sont conservés par la loge Alexandria-Washington n°22. L'excavation de la fondation du mémorial commence quelques jours plus tard, la société Cranford Paving Co. de Washington, D.C. est chargée de l'opération.
La fondation est creusée selon une forme à peu près hémisphérique, pour une plus grande stabilité. Le haut de la colline est excavé sur une hauteur de 7,6 mètres), rabaissant la profondeur de creusement des fouilles à seulement 33 mètres. L'excavation doit permettre l'accueil d'une fondation de 54 mètres de large sur 59 mètres de long. Pour s'assurer que l'argile reste humide, son assèchement risquant d'entraîner un glissement de la construction, une dalle de béton de 51 mètres sur 76 est coulée par-dessus. Ce tampon de 2,7 mètres de profondeur dans le centre, mais seulement 2 mètres sur les bords se compose de 6 900 m3 de béton et 650 tonnes d'armatures en acier. Il est laissé au repos pendant plusieurs mois avant le début des travaux sur la fondation elle-même. Bien que des pelles mécaniques à vapeur soient utilisées pour les creusements, la terre est évacuée par des wagons tirés par des mules. Une large route est construite jusqu'au sommet de la Shooter's Hill pour permettre l’évacuation de la terre et l'apport des matériaux sur le site de construction.
En janvier 1923, la fondation est presque terminée, les travaux se sont déroulés très rapidement depuis juin, date de début du chantier. The Washington Post rapporte que la fondation en béton est la plus grande jamais mise en place d'une seule pièce. La surface des fondations représente un ensemble total de 3 600 m2 de poutres articulées, d'une épaisseur de 1 à 2 mètres incluses dans 6 900 m3 de béton. Des charrues tirées par des mules rapportent la terre, modèlent le côté de la colline dans sa forme d'origine et la plupart des aménagements paysagers sont réalisés. Les travaux d'élévation des murs de fondations laissent apparaître le sous-sol de l'immeuble, qui est aussi grand que les deux premiers étages additionnés, et est destiné à abriter l’ingénierie mécanique de la structure. En avril 1923, la fouille est entièrement terminée et les murs de fondation sont construits.
Un mois après le lancement du chantier, en juillet 1922, la GWMNMA enregistre un total de dons de 700 000 dollars et de 900 000 en promesses de dons. La GWMNMA obtient également une concession de 13 hectares qui englobe le reste de la Shooter's Hill dont 8,9 hectares, d'une valeur de un million de dollars, que la ville d'Alexandria, propriétaire, cède à un coût symbolique. La surface totale alors détenue par l'association s’élève à 15 hectares. En février 1923, un million de dollars sont dépensés pour la construction de la fondation, des murs de fondation et pour l'aménagement paysager. Les fonds collectés ont facilement dépassé les dépenses engagées, 1,8 million de dollars sont reçus en dons et promesses de dons. Le même mois, la GWMNMA élargit son conseil d'administration de neuf à douze membres.

### 1923: pose de la première pierre

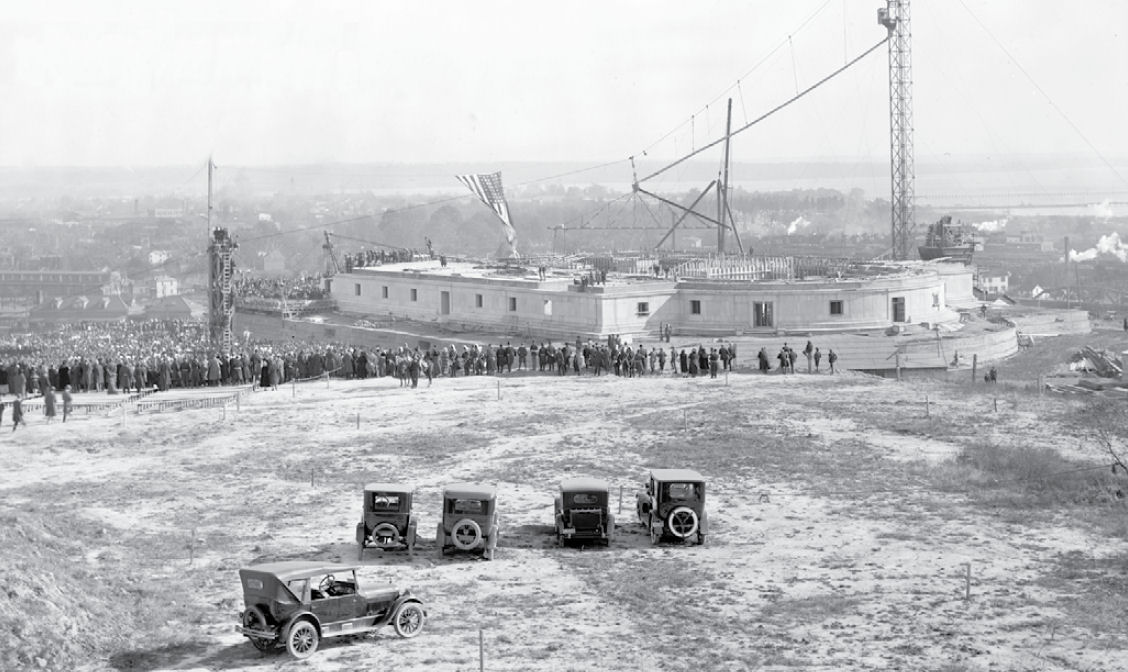
Cérémonie de pose de la première pierre. 1er novembre 1923.

Initialement prévue pour le 4 novembre, afin de célébrer le 170e anniversaire de l'initiation maçonnique de George Washington, la pose et le scellement de la première angulaire du monument a lieu finalement le 1er novembre 1923, le 4 novembre tombant un dimanche. William Allen Smoot, maire d'Alexandria déclare jour férié la date de la cérémonie et toutes les entreprises ferment à l'exception des banques et de l'USPS. Dans le cadre des festivités, le croiseur léger USS Richmond et un destroyer de la marine américaine s'ancrent dans le port d'Alexandria. Les trains desservent la ville toutes les trois minutes afin d'accueillir la masse de visiteurs.
On estime à 14 000 le nombre de francs-maçons, dignitaires, membres des forces armées des États-Unis, de la police et d'autres institutions, qui défilent du front de mer d'Alexandria à la Shooter's Hill pour participer à l'événement. Pendant le défilé, quatre avions des forces aérienne américaines volent autour du site. Parmi les dignitaires présents à 13 h pour la pose de la pierre angulaire, prennent la parole le président des États-Unis Calvin Coolidge, l'ancien président William Howard Taft, le gouverneur de Virginie Elbert Lee Trinkle et le maire d'Alexandria. La cérémonie est présidée par Charles H. Callahane de la loge Alexandria-Washington n°22, le révérend James Edward Freeman, évêque du diocèse épiscopal de Washington, D.C., prononce les prières et la bénédiction. Le président Coolidge scelle la première pierre en utilisant la truelle utilisée par George Washington, le 18 septembre 1783 pour poser la première pierre du Capitole des États-Unis,. Les discours sont diffusés par des haut-parleurs, une station de radio temporaire mise en place sur la colline retransmet la cérémonie dans tout le pays,.
Chaque État américain dépose à l’intérieur de la pierre angulaire un objet propre à son histoire. D'autres objets sont également déposés : un drapeau américain, une médaille de bronze pour célébrer l'inauguration de Warren G. Harding, une plaque de bronze contenant les noms des architectes, architectes-conseils, architectes paysagistes, ingénieurs et entrepreneurs travaillant sur le monument, une Bible chrétienne, un tablier maçonnique en peau d'agneau, une copie du portrait peint par William Joseph en 1794 de George Washington en tenue de cérémonie maçonnique, plusieurs livres et brochures concernant la vie de Washington et l'histoire de la franc-maçonnerie en Amérique et les noms des membres du conseil d'administration et dirigeants de la George Washington Masonic National Memorial Association. Sous la pierre angulaire, un autre récipient reçoit plusieurs autres documents comme des copies de la constitution des États-Unis ou des copies de la déclaration d'indépendance.

### 1924 - 1931: étapes de la construction

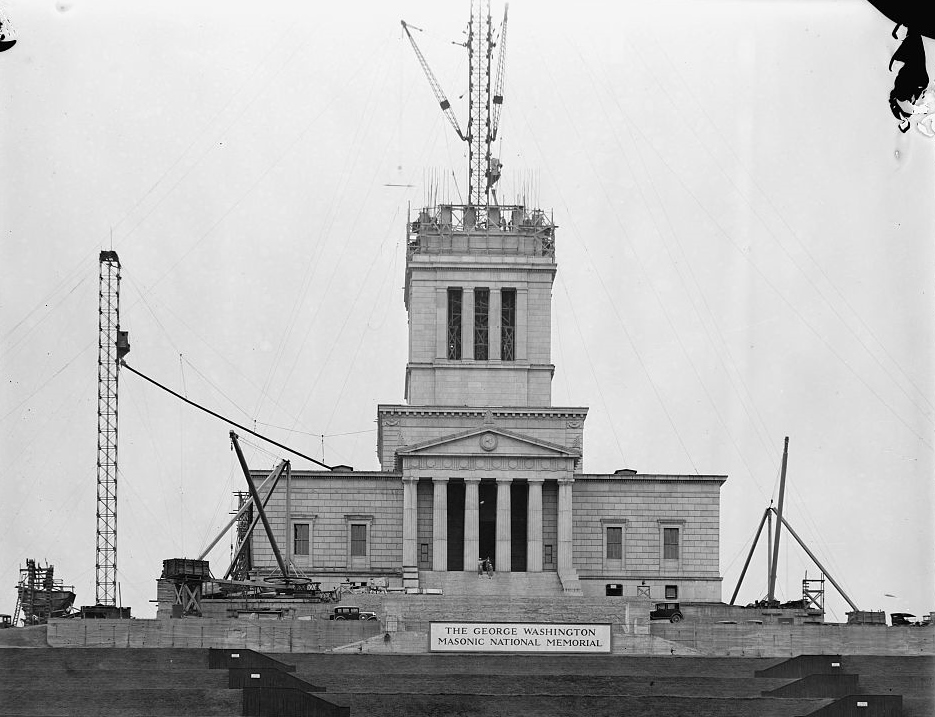
Construction du mémorial en 1928.

La construction progresse à un rythme plus lent après la pose de la première pierre, l’architecte ayant choisi d’arrêter le chantier pendant l'hiver pour éviter les risques dus à l'humidité, aux dégâts éventuels du gel ou aux effets de refroidissements rapides,. En février 1924, la construction du premier étage est presque terminée. Les cinq premières terrasses partant du pied de la colline, les « terrasses inférieures », sont construites en utilisant des pierres bleues du fleuve Potomac pour les murs de soutènement, tandis que les promenades sont gravillonnées. La sixième, nommée « terrasse supérieure », qui entoure le bâtiment et son entrée principale, est construite en granit rose provenant des carrières du New Hampshire pour sa base, et en béton pour son élévation. La fin des travaux du deuxième étage est prévue à l'automne de 1924, fin de la saison de construction, l'ensemble de la structure devant être achevé fin 1927 ou début 1928.
En mai 1924, les terrasses sont engazonnées et une passerelle est mise en place à l'entrée du mémorial, au pied de la colline. La campagne de construction de 1924 prend fin en décembre avec l'installation dans le premier atrium de huit colonnes de marbre vert pesant chacune de 11 à 18 tonnes. Chaque colonne mesure 5,5 mètres de haut et 1,4 mètre de diamètre. Elles arrivent par train à la gare d'Alexandria en provenance de Redstone dans le New Hampshire. Deux colonnes endommagées sont données aux « Dames auxiliaires » des vétérans des guerres étrangères (VFW), ainsi qu'à un groupe local d'anciens combattants. Elles sont transformées en mémorial aux morts des guerres américaines. L'une est érigée en face de la gare d'Alexandria en mémoire des vétérans des guerres étrangères, l'autre, dédiée aux anciens combattants de la Première Guerre mondiale, est implantée près du mémorial de Washington.

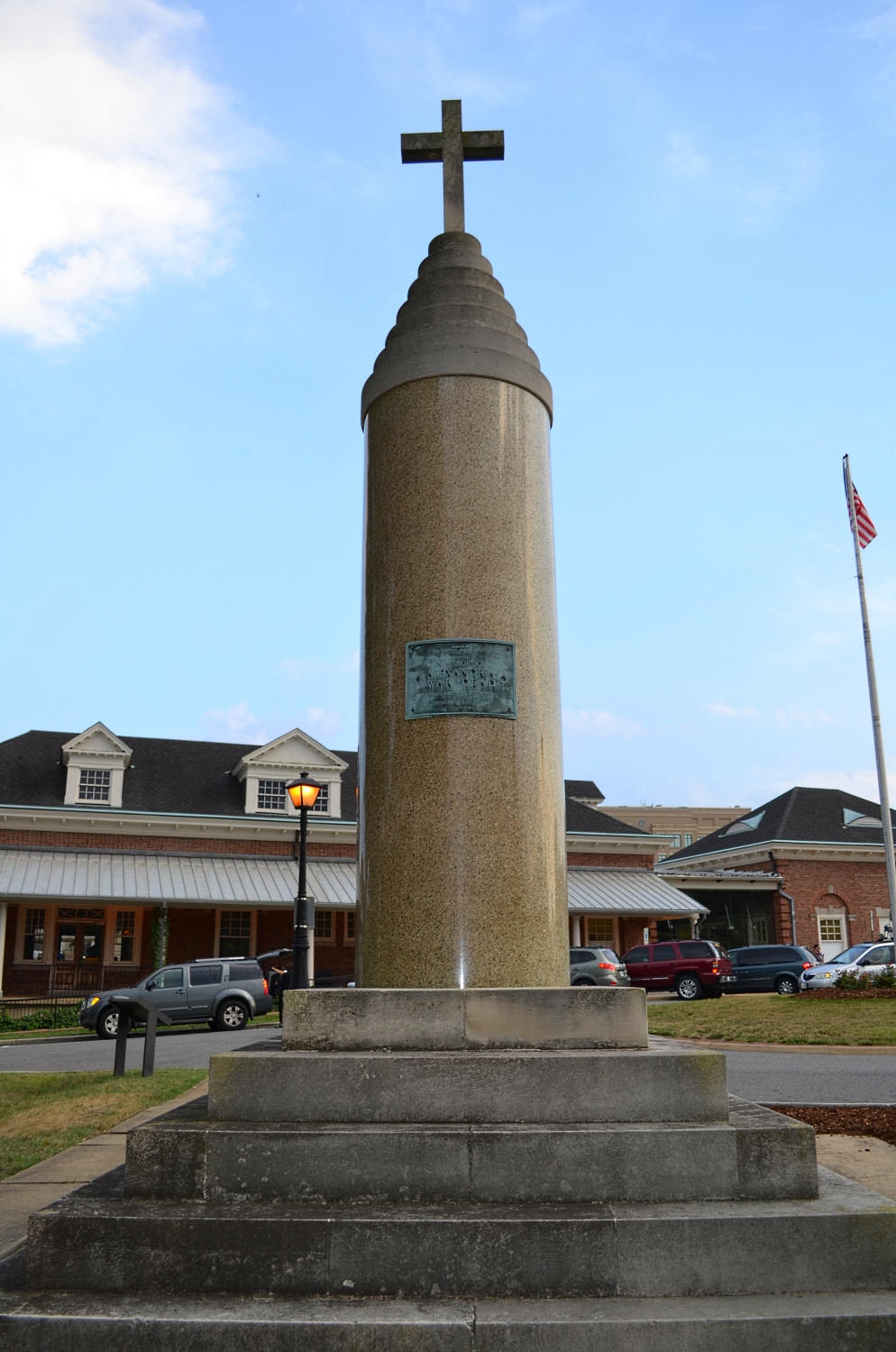
Une colonne endommagée transformée en mémorial aux victimes de la Première Guerre mondiale.

Les travaux ralentissent encore en 1925, en raison des difficultés techniques que présente l'élévation de la tour. Environ 160 m3 de granit rose sont reçus en mai 1925 et utilisés pour construire la salle commémorative du deuxième étage. Les murs de la salle avaient déjà 9,8 mètres de hauteur et environ 4,3 mètres de largeur, le volume de granit représentant la quantité nécessaire pour terminer les murs nord-est et sud. Seize colonnes de marbre Sainte-Geneviève, extrait dans le Missouri, sont placées au périmètre de l'auditorium du deuxième étage pour soutenir le toit. Chaque colonne mesure 5,6 mètres de haut et 0,70 mètre de diamètre, l'ensemble pesant 51 tonnes. Une fois les colonnes mises en place, un arc de prise est construit au-dessus.
En 1926, les énormes sculptures en bas-relief et de profil de la tête de Washington, imaginées par la sculptrice Gail Sherman Corbett (épouse de l'architecte Harvey W. Corbett) et réalisées par G. Fred Coles, qui a sculpté en partie la statue d'Abraham Lincoln au Lincoln Memorial, sont en cours d’achèvement.
En 1927, le toit couvrant les trois premiers étages est mis en place. Ce toit en béton a été conçu par Gunvald Aus, qui a également conçu le Woolworth Building à New York. Le coulage du béton commence le 22 août 1927 et se termine le 30 août. Un total de 64 tonnes de barres en acier arment les 729 m3 de béton du toit, un des plus grands au monde à cette époque avec ses 22,78 mètres en largeur et ses 34 mètres en longueur. Il est soutenu par quatre poutres en béton armé, chaque faisceau d'acier mesurant 22 mètres de long et 4,4 mètres de large. Les poutres sont supportées en charge à l'avant de l'immeuble par quatre colonnes de granit rose. Des piliers de béton d'une surface de 0,84 m2 supportent la toiture à chacun de ses quatre angles. Le toit est ensuite imperméabilisé, scellé et recouvert de feuilles de cuivre par les compagnies New York Roofing Co. et Ehret-Warren Co..
En 1928, la Grande Loge de l’État de Virginie annonce qu'elle accepte de financer la construction des portes de bronze du mémorial, pour un montant de 10 000 dollars. Le chantier redémarre en mars 1929, l'association a pu embaucher plus d'hommes à des salaires plus bas qu'auparavant grâce à l'apport d'un grand nombre de travailleurs qualifiés que la Grande Dépression a mis au chômage. En février 1930, la hauteur de la tour atteint 58 mètres. Cette même année, le président de la GWMNMA fait don d'un carillon tubulaire et d'un grand célesta destinés à la tour du mémorial. Cette année, la tour est achevée et les planchers des huitième, neuvième et dixième niveaux sont posés.
Le grand chapitre de l'Arche royale de Virginie offre la double clé de voûte sous la forme d'un luminaire qui prend place au sommet de l'édifice. Le luminaire a 5,8 mètres de haut et possède une alimentation indépendante. Claude Haynes, un métallurgiste employé sur le monument depuis 1923 et membre de la loge Alexandria-Washington n°22, termine l’installation du luminaire. Les travaux structurels et extérieurs du mémorial sont terminés le 8 février 1931.
Les travaux de second œuvre comme les revêtements de sol, le drainage des terrains paysagers, quelques murs intérieurs en marbre ou encore la plomberie sont réalisés tout au long de 1931 et terminés en février 1932. Les installations de la chaufferie commence fin mars 1931. Le tunnel à vapeur pour acheminer la chaleur au bâtiment mesure 2,4 mètres de diamètre et 180 mètres de long. Deux chaudières à basse pression fonctionnant à l'huile de chauffage, ainsi que les radiateurs intérieurs du mémorial sont fournis et installés par la société American Radiator Co..

### 1932: inauguration

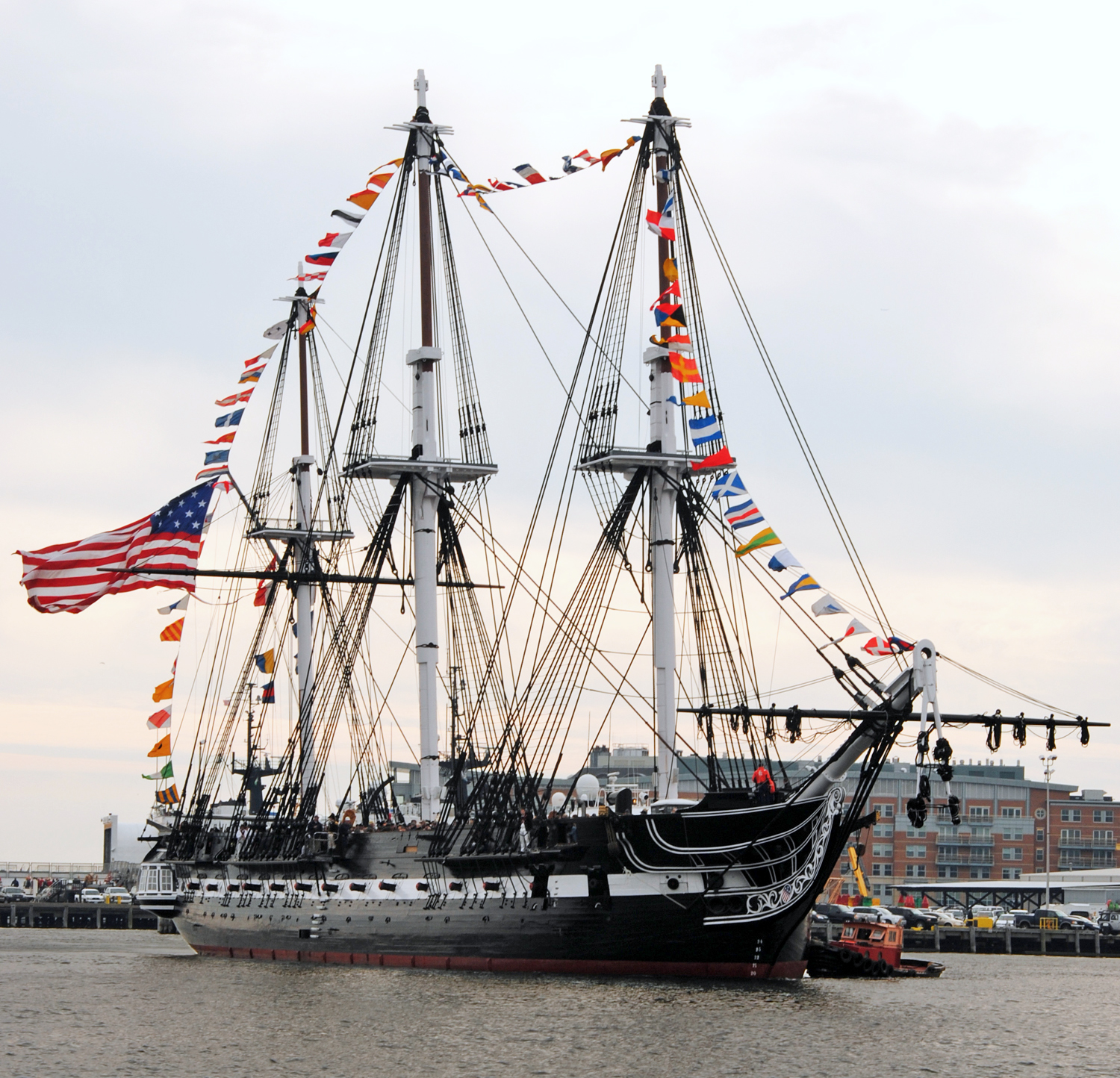
USS Constitution.

Le mémorial national George Washington est inauguré le 12 mai 1932. L'association avait espéré une date d'inauguration le 22 février 1932, date du bicentenaire de la naissance de Washington, mais des aménagements intérieurs ne sont pas encore terminés. D'autre part, la Commission Nationale du bicentenaire de George Washington a déjà prévu de nombreux programmes de commémoration pour cette date.
Un certain nombre d'événements marquent la cérémonie d'inauguration. Plus de cent trains spéciaux sont mis en ligne pour transporter environ 150 000 spectateurs à Alexandria. Le trois-mâts USS Constitution, trois navires des garde-côtes des États-Unis et un sous-marin de la marine américaine viennent s'ancrer dans la rivière Potomac pour la cérémonie. Le ministère des Postes des États-Unis établit un bureau temporaire de poste consacré à la cérémonie, sur le site du mémorial, pour y diffuser timbres, lettres et cartes postales en souvenir de la cérémonie d'inauguration. Plus de 200 000 courriers sont postés dans ce bureau le jour de la cérémonie. La Chambre des représentants des États-Unis ajourne sa session, la plupart des membres de la Chambre étant présents à l'inauguration. Ils sont accompagnés de la plupart des membres du Sénat des États-Unis et d'un grand nombre d'ambassadeurs étrangers.
Le jour de l'inauguration, il pleut continuellement. Environ 20 000 personnes, au lieu des 150 000 prévues, stationnent dans les rues d'Alexandria pour voir la parade. Le défilé comprend 5 000 militaires, 3 000 francs-maçons de hauts grades du Rite d'York, ainsi que plusieurs milliers de représentants de toutes les branches de la franc-maçonnerie du pays et d'outre-mer. Le Président Herbert Hoover et la quasi-totalité de son cabinet assistent à l'inauguration ; à son arrivée au mémorial une salve d'artillerie de 21 coups de canon est tirée.
En raison de la pluie battante, la cérémonie est déplacée du portique du mémorial à l'auditorium nouvellement terminé. Plusieurs éléments des effets personnels de Washington sont utilisés lors de l'inauguration. Parmi ceux-ci, la Bible utilisée lorsqu'il est initié à la loge « Fredericksburg n°4 » en 1752, la truelle et le maillet qu'il utilise lors de la pose de la pierre angulaire du Capitole, la Bible sur laquelle il a prêté le serment présidentiel, une urne d'argent faite par Paul Revere qui contient une mèche de cheveux de Washington,. L'évocation religieuse est faite par le révérend W. Bertrand Stevens, évêque du diocèse épiscopal de Los Angeles, et la bénédiction est donnée par le Dr William J. Morton, recteur de l’Église du Christ d'Alexandria.

## Travaux d'intérieur

### Années 1930
La construction de certains aménagements extérieurs et de la quasi totalité de l'intérieur du mémorial s'est poursuivie après son inauguration en mai 1932.
Les sols qui ne sont pas en marbre sont recouverts de liège avant la pose d'une moquette fournie par Woodward & Lothrop. Des carreaux acoustiques sont utilisés dans de nombreuses pièces pour amortir les échos produits par les murs de granit. Une grande partie de la menuiserie intérieure a été fournie par W.A. Smoot & Co. d'Alexandria. La peinture intérieure est réalisée par le W.W. MacCallum Co., tandis que les décorations en terre cuite sont fournies par Ernest Simpson d'Alexandria. L'aluminium pour le travail intérieur est celui d'Aerocrete Corporation, il est travaillé et moulé dans les formes par l'Aluminum Company of America. Le marbre rose du Tennessee sert à habiller les murs de l'atrium du premier étage et la salle du souvenir au deuxième étage. Les plafonds des deux étages ont été plâtrés. À la fin de 1933, aucun chauffage n'est encore installé dans la salle du deuxième étage.
Malgré la poursuite du travail sur le mémorial après son inauguration, la construction et les décorations intérieures ralentissent considérablement au cours des deux décennies suivantes, car la Grande Dépression et la Seconde Guerre mondiale ont drastiquement réduit tant les fonds que les matériaux de construction. L'association souhaite compléter la salle des mémoires et les temples des loges, dont celui d'une réplique de la loge d'Alexandrie-Washington, au deuxième étage du mémorial. Le coût pour terminer ces temples et les couloirs y conduisant sont estimés à 193 000 dollars. Bien que la collecte de fonds ait commencé pour ces projets en 1936, le maître d’œuvre apprend qu'il doit tout d'abord terminer la bibliothèque et les ascenseurs dans la tour. En février 1931, Florence Lemert, veuve de Rae John Lemert, grand historien de la Grande Loge du Montana, fait don de plus de 6 000 livres et manuscrits sur l'histoire de la franc-maçonnerie au mémorial afin de lui permettre de fonder une bibliothèque maçonnique nationale. La protection de ces livres nécessite la construction rapide dans la tour d'une bibliothèque qui sera desservie par un ascenseur.
En 1935, la GWMNMA affecte le quatrième étage en tant que « Mémorial des États » où les grandes loges de chaque État peuvent honorer leurs personnalités maçonniques. Le sixième étage est affecté à la bibliothèque maçonnique et le huitième étage comme musée maçonnique. Les troisième, cinquième et septième étages n'ont pas encore reçu de fonction. Après la mort de Louis Watres en juin 1937, le Dr Elmer R. Arn, ancien grand maître de l'Ohio, est élu président de l'association.
Quatre grandes appliques d'éclairage sont ajoutées à la salle du mémorial du deuxième étage en 1938, pour un montant de 4 000 dollars, elles sont financées ainsi que leur installation par le grand chapitre général de l'Ordre de l'étoile orientale. En 1939, les marches de granit menant au portique, les murs contenant le patio qui entoure le mémorial, et la balustrade en pierre de l'escalier extérieur sont installés. Plusieurs centaines de plantes sont également ajoutées à l'aménagement paysager. Des murs sont érigés autour du terrain pour empêcher le public de traverser la propriété, et les routes sont re-goudronnées.

### Années 1940

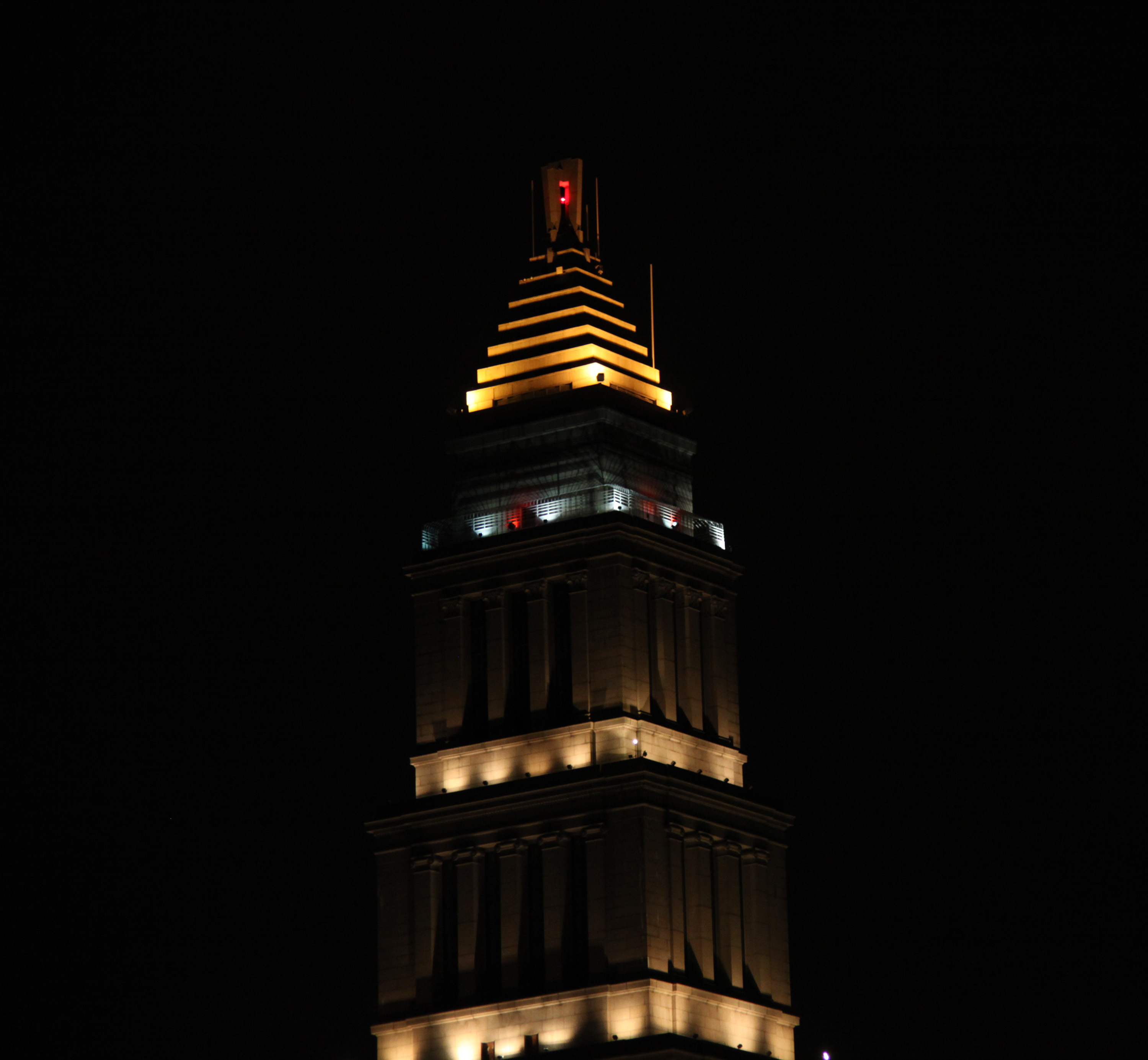
Signalisation aérienne lumineuse de la tour du monument.

En 1941, le coût total estimé pour l'achèvement de la structure s'élève à 6 millions de dollars. La GWMNMA finance en 1942 le temple sud au deuxième étage et l'affecte aux loges maçonniques symboliques. Les travaux de finition d'une salle dans l'angle sud-ouest au deuxième étage pour abriter le musée consacré à Washington et à sa loge originelle sont financés cette année. Cinq lots vides sur la Shooter's Hill sont également achetés en 1942, de sorte qu'aucun grand bâtiment ne puisse être construit à côté du mémorial. De plus, le département du Commerce des États-Unis fournit gratuitement de l'équipement pour signaler le bâtiment et sa tour comme point de repère et d'aide à la navigation aérienne. En février de 1942, le représentant de la Chambre des États-Unis Sol Bloom fait don d'une peinture à l'huile de Washington dans ses habits maçonniques peinte par l'artiste Hattie Elizabeth Burdette en 1932. Bloom, franc-maçon et membre de la « Pacific Lodge » No 233 dans l'État de New York, a été directeur de la commission du bicentenaire de Washington.
Les travaux d'intérieur ne commencent sérieusement qu'après la guerre. Jusqu’au mois de mai 1945, seule la salle consacrée à l'Ordre arabe ancien des nobles du sanctuaire mystique (« Shriners ») sur le côté nord du premier étage est commencée. À l'issue des travaux, la salle expose une peinture à l'huile originale de William J. Florence et une copie du rituel du sanctuaire écrit de la main de Walter M. Fleming, les deux personnalités étant les cofondateurs de l'ordre. En 1946, les Shriners financent également deux pièces de plus au rez-de-chaussée, pour un coût total de 168 000 dollars.
Lors de l'assemblée générale annuelle de la GWMNMA en février 1947, la réplique du temple de la loge Alexandria-Washington est consacrée. Le Suprême Conseil de la Juridiction Sud du Rite écossais ancien et accepté fait un don de 100 000 dollars pour finir la salle du nord du deuxième étage et la consacrer à la maçonnerie cryptique. Cette donation met un terme à un débat que l'association n'avait pas définitivement clos, concernant la présence ou non des obédiences maçonniques de la franc-maçonnerie américaine au sein du mémorial. Le don de la juridiction sud met fin à celui-ci et encourage de nombreuses grandes loges à faire des dons au mémorial, apportant une dynamique importante à la collecte de fonds. L'association accepte des investissements pour construire une cuisine et une salle à manger, suspendre des portes en bronze au premier étage et installer des grilles en bronze pour le système de chauffage et de ventilation du premier étage.
En 1947, l'architecte du bâtiment Harvey Wiley Corbett présente ses plans pour compléter l'intérieur du mémorial et le sculpteur Bryant Baker propose de réaliser une statue en marbre grandeur nature de George Washington pour orner le Memorial hall. L'association signe un contrat avec la compagnie d'ascenseur d'Otis pour un premier ascenseur, il est conçu pour s'intégrer dans la cage d'escalier du sud-est. La salle de restauration du mémorial est achevée à la fin de 1947.
En 1948, l'association acte la mise en œuvre d'autres travaux d'aménagement comme la conception et l'installation de vitraux dans le Memorial Hall du second étage ainsi que la réalisation de peintures décoratives sur les murs. la finition du toit de l'auditorium et le recouvrement de marbre des escaliers intérieurs en béton, le remplacement des portes en bois de l'entrée par des portes en bronze.
En septembre 1949, le mémorial est « à peu près terminé ». Aucune des salles de la tour du troisième au neuvième n'est complètement finie, bien que la plate-forme d'observation soit en construction, celle-ci n'est accessible à cette époque que par un escalier circulaire. À la fin de 1949, la salle consacrée à la maçonnerie cryptique est terminée et les deux ascenseurs sont installés des côtés nord et sud du bâtiment. Pour éviter de percer la salle du mémorial du deuxième étage, les ascenseurs sont inclinés vers l'intérieur de 7,5 degrés Ils sont à 19 mètres l'un de l'autre au premier étage, mais seulement à 1,4 mètre au niveau de la plate-forme d'observation. Ils sont les seuls ascenseurs inclinés dans le monde au moment de leur installation.
D'autres aménagements décoratifs sont effectués vers la fin de 1949. Un tapis persan tissé, le plus grand au monde à cette date et d'une valeur d'un million de dollars, est remis au mémorial par Sarkis Nahigian, un franc-maçon de Chicago. Il est installé dans la réplique du temple de la loge Alexandria-Washington, puis il est déplacé après plusieurs années et réinstallé dans le Memorial Hall. Toujours dans le Mémorial Hall, deux vitraux conçus et fabriqués par Robert M. Metcalf sont posés. La salle de réunion du premier étage, la cuisine et la salle à manger sont terminées, les corridors nord et sud au premier étage sont également achevés. La « salle des présidents » est terminée, cette allée au niveau supérieur de l'auditorium contient des plaques représentant les présidents francs-maçons des États-Unis. Les Shriners, eux aussi, ont terminé leur salle au premier étage. La sculpture de George Washington par Bryan Baker est réalisée en bronze et non plus en marbre, l’œuvre et son socle sont financés en 1949 par l'association.

### Années 1950

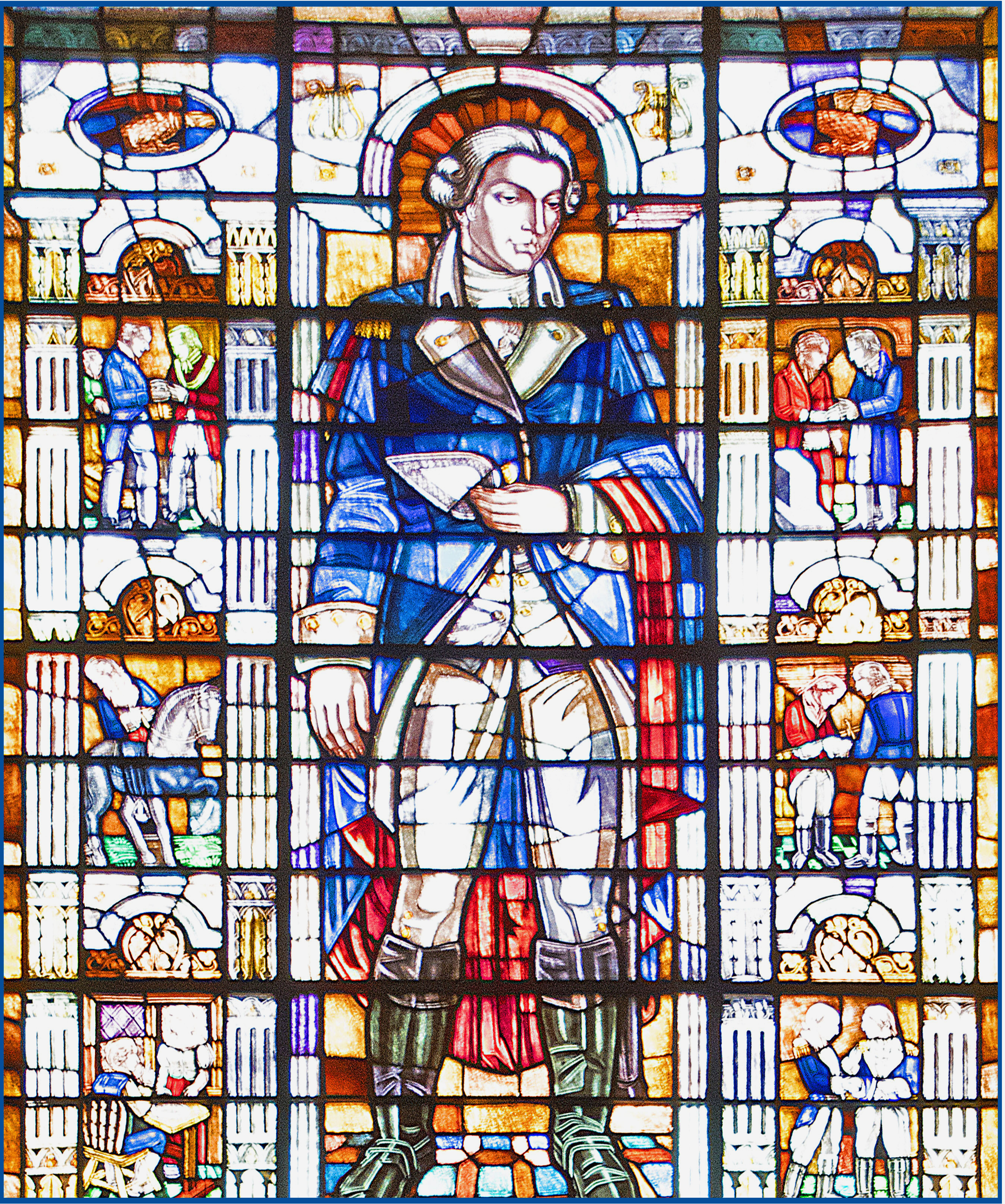
Vitrail du marquis de La Fayette dans le grand hall du mémorial.

Le président Truman, ancien grand maître de la Grande Loge du Missouri, inaugure la statue de Baker le 22 février 1950. La même année, le peintre muraliste Allyn Cox est engagé pour réaliser des peintures murales tout au long du Memorial Hall, représentant des événements de l'allégorie maçonnique ainsi que des scènes de la vie de George Washington, La Grande Loge de Californie finance ces peintures murales. Cox conçoit également six vitraux à installer au-dessus des peintures murales, chacun représentant un célèbre patriote franc-maçon comme Benjamin Franklin ou le marquis Gilbert du Motier de La Fayette. Les vitraux sont réalisés et installées par le vitrailliste Robert Metcalf.
En 1951, le Grand Chapitre général de l'Arche Royale accepte de financer l'achèvement de la salle du cinquième consacrée à son rite maçonnique. Un escalier en colimaçon est ajouté entre les troisième et neuvième étages pour fournir une issue de secours. C'est aussi en 1951 que la Grande Loge de Pennsylvanie parraine l'achèvement de la bibliothèque principale du sixième étage du mémorial. À l'extérieur du mémorial, le parking nord-ouest est pavé et deux mâts sont placés devant l'entrée principale.
Les travaux sur le mémorial continuent en 1952. La plate-forme d'observation du neuvième étage reste inachevée et seulement deux étages sont ouverts au public. Mais la bibliothèque du sixième étage est inaugurée le 22 février et les croquis d'Allyn Cox pour les peintures murales sont approuvés. Enfin, avec l'achèvement de l'auditorium du deuxième étage, l'association autorise le financement de la conception et la construction d'un orgue liturgique par la maison Moller Organ Co.. Au début de 1953, la plate-forme d'observation est terminée et ouverte au public, l'installation du deuxième ascenseur incliné débute. Les plans du bâtiment proposent à l'origine deux séries d'escaliers pour descendre de la salle du mémorial du deuxième étage à la salle de réunion du premier étage. Cependant, ces escaliers ne sont pas mis en œuvre et l'espace prévu est utilisé pour des stockages divers pendant des années. Les fonds étant disponibles pour construire les escaliers, l'espace inachevé sous le portique principal est transformé en salle de stockage et les escaliers construits. Les entrepreneurs ont également fermé l'extérieur de la tour et le parapet du toit du deuxième étage afin d'empêcher l'eau de s'infiltrer dans le mémorial. À la fin de 1953, les vitraux restants de salle commémorative sont installés.

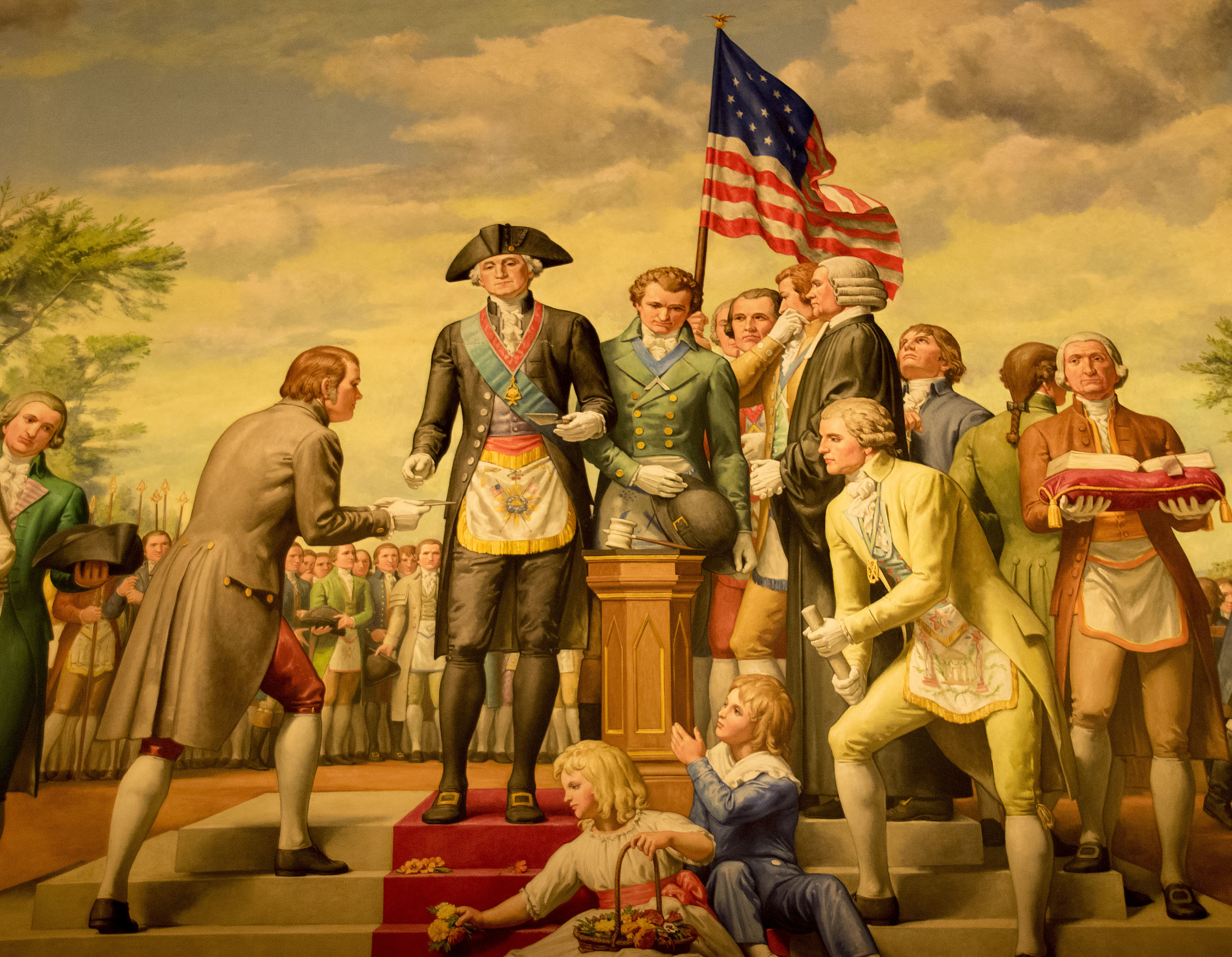
Peinture murale d'Allyn Cox, Georges Washington pose la première pierre du Capitole des États-Unis.

En 1954, l'orgue Moller est monté dans l'auditorium principal. Les escaliers de marbre entre les premier et deuxième étages sont également terminés. L'association commémorative commence à reconsidérer certains de ses plans. L'utilité d'une « salle des souvenirs des États » n'est plus avérée, une partie du quatrième étage et le huitième étage n'offrent pas assez d'espace pour contenir tous les objets de la collection Washington en possession de la loge Alexandria-Washington. L'association décide donc de faire du quatrième étage complet le musée Washington.
Les peintures murales d'Allyn Cox sur le mur sud de la salle commémorative sont achevées au début de 1955. Bien qu'une peinture sur le plafond de la salle commémorative soit prévue de longue date, l'association renonce à ce projet. En février 1955, Theodor Vogel, grand maître des Grandes Loges unies d'Allemagne, honore l'association du mémorial en offrant des sculptures en bois représentant les Quatre Saints couronnés. Elles sont exposées à la bibliothèque. La même année, les Chevaliers templiers demandent que leur salle assignée soit déplacée du septième au huitième étage. Tout au long de l'année, Allyn Cox continue de travailler sur les peintures murales dans la salle du Rite de l'Arche royale et sur les murs nord du Memorial Hall.
Le 20 avril 1957 la salle du Rite de l'Arche royale est inaugurée par le vice-président des États-Unis Richard Nixon. La même année, les juridictions sud et nord du rite écossais consacrent le musée George Washington au quatrième étage du mémorial et offrent le financement pour l’achèvement des travaux de celui-ci. La veille de Pâques (le 20 avril), les Chevaliers templiers inaugurent leur chapelle au huitième étage. À la fin de l'année, Allyn Cox complète la deuxième des peintures murales pour la salle commémorative.
Les travaux sur la salle de maçonnerie cryptique du septième étage continuent à la fin de 1957 et la salle est inaugurée le 12 février 1958. À la fin de l'année 1958, l'association investit plus de 108 000 dollars pour finir le revêtement en granit de l'auditorium. En 1959, un grand buste en bronze de Washington par le sculpteur Donald De Lue est donné par la Grande Loge de Louisiane et exposé au musée.

### Années 1960 et 1970

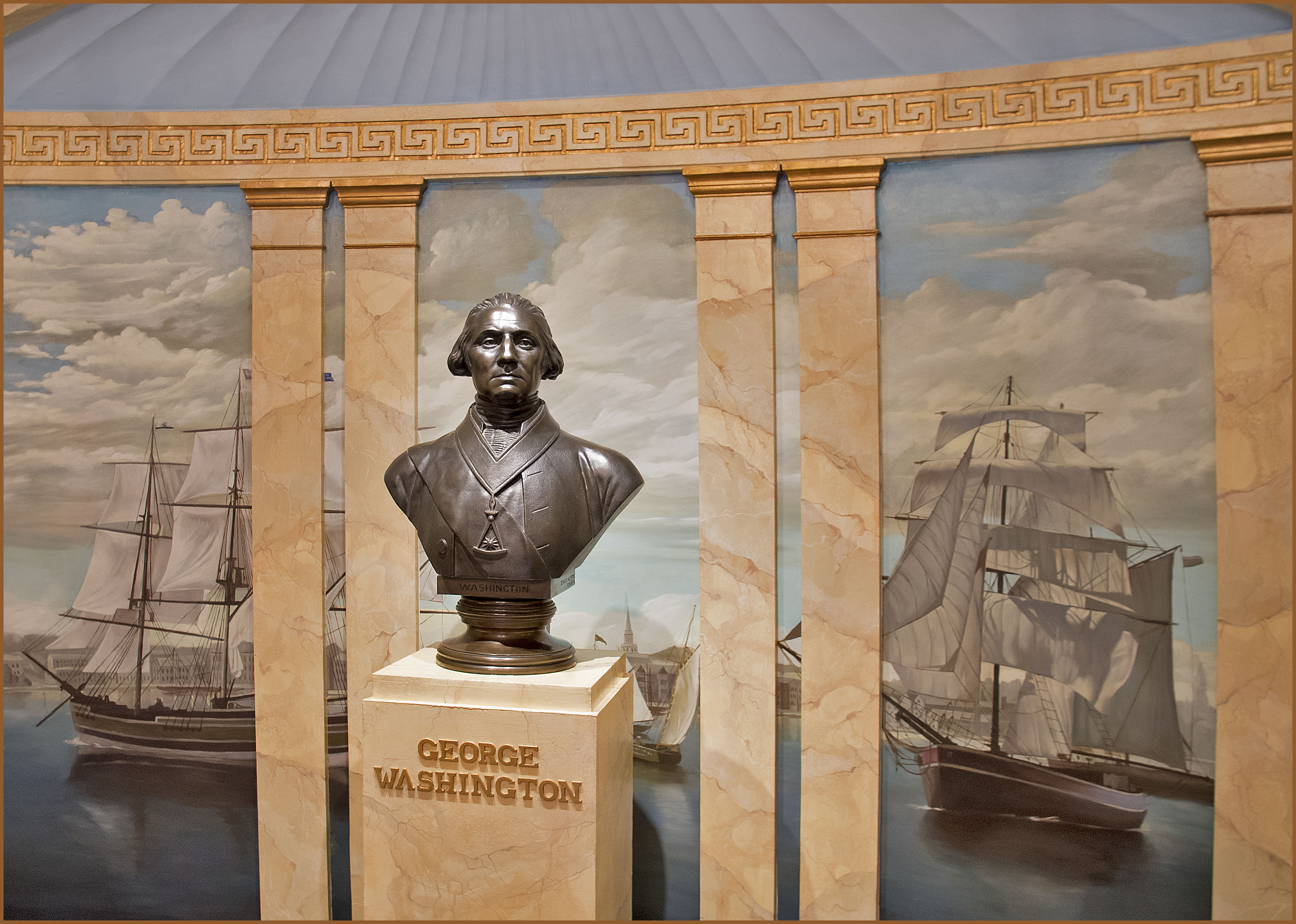
Buste en bronze de Washington.

En 1962, les artistes Dwight Franklin et Robert N.S. Whitelaw réalisent 12 dioramas devant être placés dans le grand hall et qui représentent des moments clés de la vie de Washington, à l'origine huit sont prévus à cet emplacement mais les douze sont finalement installés.
En dépit de ces réalisations, en 1964 le mémorial n'est toujours pas fini. Plus de 150 000 personnes par an visitent le mémorial, mais le musée George Washington est encore inachevé. Une évolution majeure pour finir le musée se dessine après 1966, quand les descendants de Washington — Anne Madison et Patty Willis Washington — font don de la collection familiale complète, composée de papiers et de souvenirs personnels de ce père fondateur des États-Unis. Le don comprend également un grand portrait de George Washington ainsi que la Bible de la famille. Ce n'est qu'après ce don que les fonds pour l'achèvement du musée sont finalement levés.
La fin des années 1960 voit enfin l'achèvement du mémorial. En février 1966, le sénateur Everett Dirksen inaugure le musée au quatrième étage du mémorial. Le musée étant complet, il est ouvert au public. En 1967. la ville d'Alexandria modifie les accès routiers au mémorial. Dans le cadre de cette modification, l'association accorde à la ville une voie d'accès de 3,7 mètres entre la route d'accès du mémorial et la rue Park adjacente. La paroi arrière de l'auditorium n'ayant jamais été couverte en granit, les barres de renforcement en acier saillantes ont rouillé, celles-ci sont enlevées en 1968. Enfin, en 1970, la centrale de chauffage à l'huile âgée de 40 ans est remplacée par de nouvelles chaudières au gaz naturel. La ville d'Alexandria fait don d'un générateur électrique de secours pour maintenir la tour allumée en cas de panne, il est installé et d'autres aménagements paysagers sont achevés.
Le mémorial est considéré comme terminé en 1970,. Cependant, le revêtement granitique reste incomplet. L'association finalement recueille les fonds pour finir le revêtement en juillet 1972 et celui-ci est achevé en mars 1973. La tour reste partiellement éclairée, mais la Grande Loge de New York finance les travaux pour terminer l'éclairage et les illuminations extérieures de la tour. Elles sont achevées à l'été 1973.

## Organisation et gestion du bâtiment
Depuis sa création le bâtiment est géré par la George Washington Masonic National Memorial Association , propriétaire du mémorial. En 2015 le mémorial est inscrit au registre fédéral du National Historic Landmark.

### Charges financières et financements
Le monument commémoratif de George Washington est le seul édifice maçonnique soutenu par les 52 grandes loges des États-Unis. En 1983, le monument fonctionne avec 35 personnes à temps plein et un budget annuel de 500 000 dollars. À cette époque, chaque nouvel initié à la franc-maçonnerie aux États-Unis affecte cinq dollars de ses frais d'inscription au fonds d'entretien du bâtiment.
Mais en dépit de ce revenu et de son fonds de dotation, le mémorial a dû faire face à une grave crise financière dans les années 1980. Une baisse significative du nombre de francs-maçons aux États-Unis a conduit à de fortes baisses des dons aux fonds d'entretien et de dotation du mémorial. Le bâtiment a besoin de réparations importantes mais, les fonds étant épuisés, l'association pour la première fois de son histoire envisage de contracter un prêt pour payer les réparations et l'entretien du mémorial. La crise financière est évitée grâce à plusieurs grandes loges ayant adopté le principe d'une participation financière annuelle de chaque membre, afin de maintenir à flot le mémorial. De son côté, la GWMNMA a lancé des collectes de fonds et la vente de souvenirs afin de générer des revenus supplémentaires.
Dès 1993, pour rendre le mémorial plus attractif dans la vie culturelle d'Alexandria, le mémorial loue ses salles de réunion et son théâtre à des groupes privés, pour divers types de manifestations. En 1994, le budget d'exploitation s'élevait à 600 000 dollars. En 2000, le budget global de la GWMNMA atteignait douze millions de dollars. Si, dans les années 1920 et 1930, de nombreuses grandes loges proposent une participation par membre pour soutenir la GWMNMA, en 2003, seulement un quart de toutes les grandes loges appliquent ce principe. Une campagne d'incitation est lancée par l'association et si le programme rencontre un certain succès, en 2004 les donations ne couvrent encore que la moitié des besoins financiers de l’association.
Le GWMNMA a également fait quelques changements organisationnels. Entre 1910 et 1951, l'association a eu seulement trois présidents (Shyrock, Watres et Arn). En 2004, le conseil d'administration modifie ses statuts pour imposer une limite de trois mandats d'un an aux présidents de l'association afin de relancer la politique de l’association par le remplacement régulier des organes de direction. En 2008, le nombre de mandats présidentiels est limité à deux d'un an.
Pour l'année civile 2008, le GWMNMA a réduit son personnel à 21 employés pour un chiffre d'affaires total de seulement un million de dollars, les dépenses totales s’élevant à 1,6 million de dollars pour un budget total de 15,8 millions. Les donations dont bénéficie l'association, cependant, ne sont pas aussi importantes que les années précédentes. Environ 500 000 dollars sont dépensés, principalement pour la réfection des bâtiments et les pertes dues à la crise économique se sont élevées à près de 2,7 millions de dollars. Les dotations ont chuté de 11,8 millions à la fin de 2007 à environ 8,7 millions à la fin de 2008.
En 2016, la totalité des espaces, salles et équipements intérieurs et extérieurs du bâtiment sont en mesure d'être loués à des organisations privées, culturelles ou professionnelles.

### Entretien et rénovation

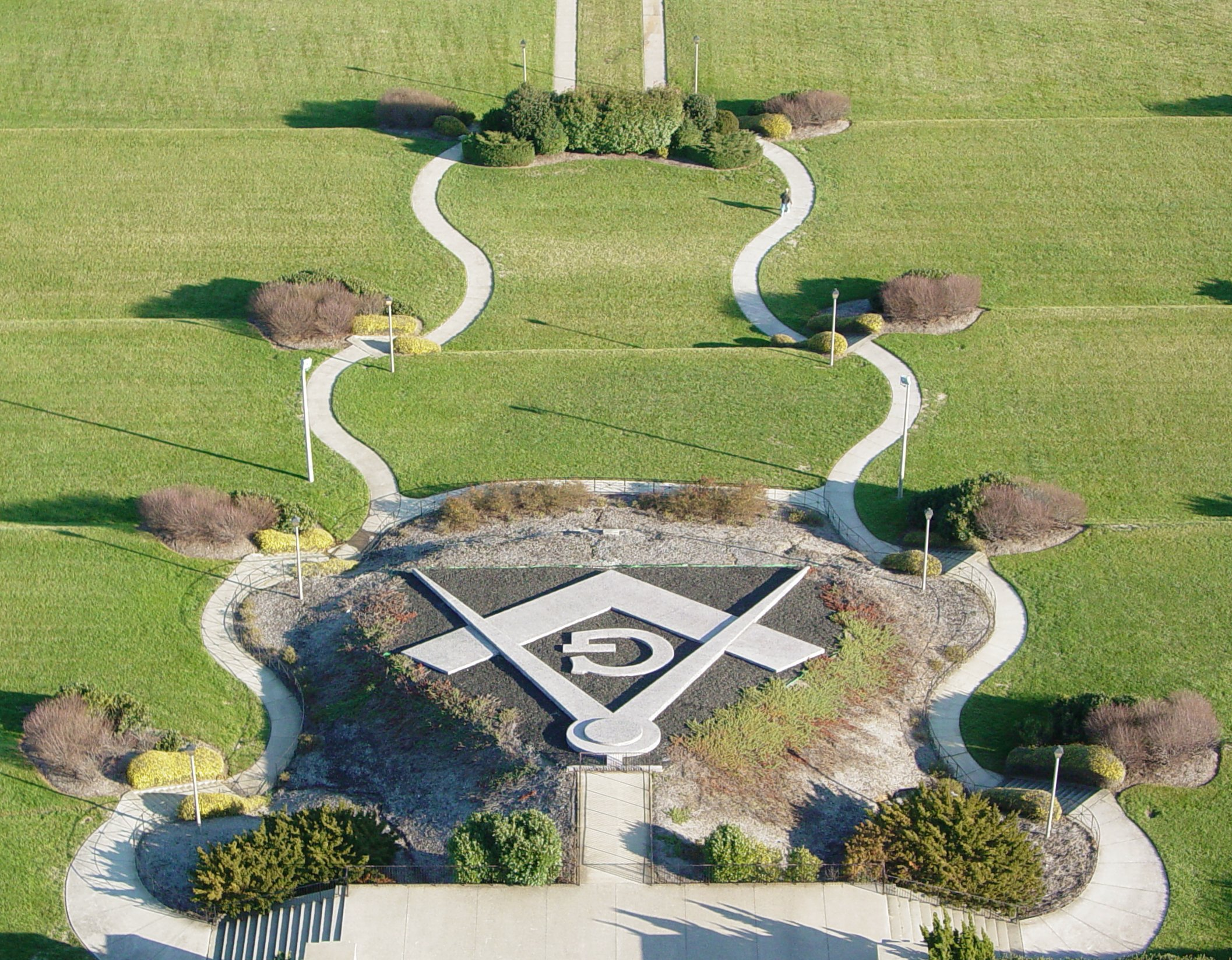
Équerre et compas, symbole du monument maçonnique.

D'importants changements sont survenus au mémorial et dans son environnement depuis son achèvement en 1970. La station de métro King Street ouvre à environ trois pâtés de maisons du monument commémoratif en novembre 1983. Des antennes de transmission par micro-ondes radio sont ajoutées au sommet du mémorial en 1990 pour aider la ville d'Alexandria à améliorer les transmissions radio de la police dans la région.
En 1999, le George Washington Masonic National Memorial est publiquement signalé comme un bâtiment maçonnique. Les trottoirs jumeaux qui mènent directement au sommet de la colline et vers le mémorial sont partiellement remplacés par des chemins cimentés sinueux qui enserre une grande équerre et un compas au centre d'un arrangement paysager. Le nouveau symbole coûte 250 000 dollars. Il mesure 21 mètres de large et 18 m de long et il est visible depuis les avions qui atterrissent à l'aéroport national Ronald Reagan voisin.
Un certain nombre de rénovations et de réparations sont réalisés entre 1999 et 2000 également. L'organisme des Grands cèdres du Liban finance le nettoyage et la restauration de sa salle au neuvième étage. La chapelle du neuvième étage a subi des dégâts des eaux au début et au milieu des années 1990, mais l'organisation des Chevaliers templiers répare et repeint cet espace en 1999. Dans le même temps, la Grotte entreprend un projet de rénovation des peintures murales et des décorations dans sa salle tout en recherchant et en préparant une installation ultérieure de nouvelles expositions.
En 2000, un système d'arrosage de la pelouse est installé sur le côté est de la colline. Également, des travaux sont réalisés pour la remise à neuf des chaudières et de la cuisine, l'installation de la climatisation dans le théâtre et la bibliothèque, la modernisation des ascenseurs, la réparation et l'amélioration du système électrique, des améliorations pour rendre le mémorial plus conforme à l'ADA, l'élimination des matières dangereuses, comme l'amiante, le repavage des allées et des parkings, l'imperméabilisation du portique et de la tour, et une rénovation générale de l'intérieur,. Le coût de ces améliorations dépasse les 500 000 dollars. La même année, le mémorial embauche du personnel pour entreprendre une rénovation majeure du musée George Washington et de ses expositions et entreprend un important effort d'aménagement paysager pour restaurer les terrains dans leur état d'origine.
En dépit de ces réparations, en 2002 le mémorial a encore presque 795 000 dollars de réparations et d'entretiens à effectuer. Parmi les projets les plus importants et les plus onéreux, il faut mentionner l'enlèvement et la rénovation complète des marches à l'avant du monument, l'achat et l'installation de générateurs d'urgence, le remplacement des conduites d'eau douce, la mise en place d'éclairage de secours et une étude structurale du mémorial.
En 2003, les Suprêmes conseils des juridictions nord et sud du Rite écossais ancien et accepté font un don de 200 000 dollars pour financer la rénovation du musée. Les travaux de rénovation se terminent au mois d'août. En février 2004, les travaux de rénovation des trois salles affectées aux Shriners au premier étage sont également terminés. À l'automne de cette année-là, les trottoirs du côté nord du mémorial sont remplacés, et en 2005 des murs de soutènement autour du symbole maçonnique sont construits. Des feux d'avertissement des aéronefs sont rénovés au sommet du mémorial au début de 2006 et un éclairage de sécurité est installé dans les parkings.
En prévision du 100e anniversaire de l'association en 2010, le monument subit d'importantes réparations. Le conseil d'administration du GNWMMA approuve d'importantes dépenses pour effectuer ces modifications. La salle principale du bâtiment est rebaptisée : « grand hall maçonnique » et est restauré à l'identique. Il est également modifié afin de lui permettre d'être utilisé comme centre de conférence. La climatisation est installée dans tout le bâtiment, des ascenseurs atteignant le premier étage sont ajoutés, le toit sur les deuxième et troisième étages sont réparés, un système de sécurité et de surveillance est installé. Les couloirs autour du grand hall maçonnique sont repeints, un nouvel éclairage est installé et une nouvelle exposition de photos, « L'âge d'or de l'architecture maçonnique », est placée sur les murs La salle contenant la réplique historique du temple de la loge Alexandria-Washington n°22 est également rénovée et redisposée, afin de mieux exposer les objets personnels de Washington.

### Expositions et programmes
Lors d'une réunion annuelle, la GWMNMA a exprimé le souhait que le mémorial ne reste pas isolé de la vie culturelle et associative de la ville. Elle a donc travaillé à améliorer ses relations avec les communautés environnantes. Par exemple, en février 1994, le mémorial a tenu sa première journée « portes ouvertes ». Il a été ouvert au public pour la première fois sans l'aide d'un guide rémunéré, de nombreux objets et documents liés à Washington et la collection privée de la loge Alexandria-Washington no 22 étant exposés pour l’occasion.
Le mémorial a également autorisé des fouilles archéologiques en 1994 sur son site, à la suite des soupçons d'occupation humaine de la Shooter's Hill 3 000 ans avant Jésus-Christ. Le site a également été occupé par les Amérindiens ; un manoir et le Fort Ellsworth s'y trouvaient dans les années 1830 et 1840. Les archéologues de la ville ont utilisé un radar à pénétration de sol pour chercher et identifier les sites d'intérêt historique. Les trois premières saisons de fouille ont permis de mettre au jour une hache de pierre, des tessons de pots en céramique, des munitions de la guerre civile, différents types de verre coloré, un morceau de bijou en forme de scarabée, une tasse de l'ère coloniale importée d'Angleterre, des pointes de lances amérindiennes, une cuillère en argent plaqué, un pot de grès et les têtes en céramique de poupées fabriquées en Allemagne. En 2002, le mémorial a présenté en exposition quelques objets exhumés, d'intérêt archéologique.
À l'automne 1999, le Souverain collège du Rite d'York installe une exposition dans la salle sud du premier étage qui explique les œuvres de bienfaisance, les grades et les objectifs du rite.
Plusieurs expositions temporaires ou permanentes sont ajoutées au monument commémoratif en 2010. Le 22 février 2010, la GWMNMA dévoile une peinture de l'artiste Christopher Erney, représentant George Washington en franc-maçon. Le mémorial présente également lors d'une exposition temporaire, « La Maison blanche et les pierres des francs-maçons », des pierres provenant de la Maison-Blanche, marquées de symboles maçonniques par certains ouvriers écossais dans les années 1790 lors de sa construction. Bien que certaines pierres soient cimentées de façon permanente dans le sous-sol de la Maison Blanche, elles sont mises à jour lors de la rénovation de la structure entre 1949 et 1951. Le président Truman a fait parvenir à chaque grande loge des États-Unis une de ces pierres, elles sont réunies pour la plupart sur le site de l'exposition.
Des expositions permanentes supplémentaires sont créées, la « Salle des fondateurs », qui présente les bustes de Charles H. Callahan, Thomas J. Shryock, Louis H. Watres, et Elmer R. Arn. Une autre exposition, « La forme et la fonction de la franc-maçonnerie américaine », est ajoutée au premier étage pour expliquer ce qu'est la franc-maçonnerie et ce que ses symboles représentent. Au troisième étage, entretenue par « la Grotte », une exposition ayant pour objet les organismes maçonniques et l'histoire du monument et de sa relation avec la ville d'Alexandria est mise en place.

### Actes de vandalisme
Le mémorial a été la cible de nombreux actes de vandalisme. Les premières séries d'incidents se sont produites dans les années 1960. Par deux fois, les peintures murales d'Allyn Cox, au deuxième étage dans le Memorial Hall, ont été vandalisées. Entre 1960 et 1965 des morceaux de la taille d'un poing ont été découpés et subtilisés. Dans les années 1960 et tout au long des années 1970, des arbres ont été déracinés, les sommets de nombreux conifères du parc sciés pour en faire des arbres de Noël, des fenêtres brisées par des jets de pierres. Des courses de dragster ont eu lieu sur les pelouses, les clôtures en bois ont été découpées pour servir de bois de chauffage. En 1973, les actes de vandalisme étaient si graves et si nombreux, que l'association a mis en place un service de sécurité, avec des gardes accompagnés de chiens qui patrouillaient la nuit.

## Dans les médias et la culture populaire

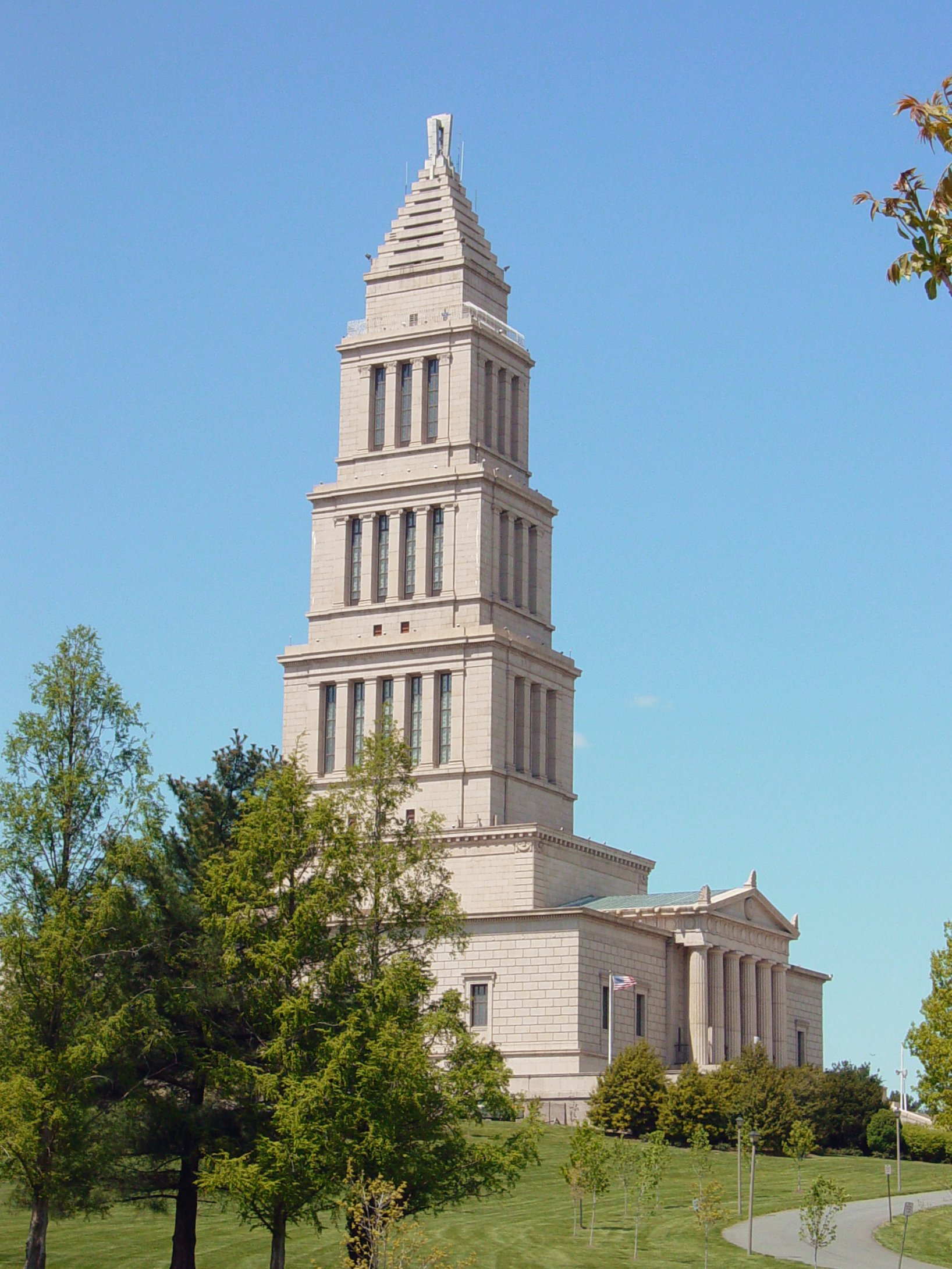
Le mémorial.

Le mémorial apparaît dans plusieurs scènes de film et est cité dans des scenarios d'ouvrages ou de romans littéraires. Il a également fait l'objet de reportages dédiés.
En 2007, le film Livre des secrets  utilise le grand théâtre du mémorial comme décor d'une conférence,, une autre scène est tournée dans le grand hall.
Le mémorial figure brièvement dans le roman de Dan Brown édité en 2009, Le Symbole perdu (The Lost Symbol). Il est évoqué au chapitre 78, mais n'est pas visité par les protagonistes du roman.
La publication du livre de Dan Brown en 2009 attire l'attention des médias sur le mémorial. Discovery Channel filme une partie d'un documentaire sur la franc-maçonnerie dans le mémorial, en août 2009. Dan Brown lui-même recommande que Matt Lauer, co-animateur du Today Show, visite le mémorial ; Lauer filme par la suite une partie de son émission dans la salle consacrée à l'Arche royale. Le reportage est diffusé le 14 septembre 2009, veille du lancement du livre de Dan Brown.
NBC Nightly News interviewe le personnel du mémorial à peu près au même moment et Dateline NBC enregistre dans le bâtiment une partie d'un reportage sur le livre de Dan Brown , diffusé le 16 octobre 2009.
C-SPAN diffuse un programme spécial sur l'édifice, le George Washington Masonic National Memorial, le 21 décembre 2010, pour célébrer le 100e anniversaire de la création de l'association gérant le mémorial.